# Caravaggio
Caravaggio, pseudonimo di Michelangelo Merisi (Milano, 29 settembre 1571 – Porto Ercole, 18 luglio 1610), è stato un pittore italiano.
Formatosi a Milano e attivo per gran parte della sua vita artistica a Roma, durante gli ultimi quattro anni della sua vita visse tra Napoli, l'isola di Malta e la Sicilia. Caravaggio acquisì, vivente, grande fama internazionale e dopo la morte fu ispiratore della corrente pittorica del caravaggismo avendo egli esercitato una forte influenza sulla pittura barocca del XVII secolo, ma venne poi dimenticato fino alla riscoperta critica nel XX secolo, ed è oggi considerato uno dei più celebri rappresentanti dell'arte occidentale di tutti i tempi, fondatore della corrente naturalistica moderna, in contrapposizione al Manierismo e al Classicismo, così come precursore della sensibilità barocca. I suoi dipinti dimostrano un'eccezionale sensibilità nella resa della dimensione umana, fisica ed emotiva, anche tramite la fedeltà al modello dal vivo e l'uso scenografico della luce, caratteristiche che furono considerate al tempo rivoluzionarie, in totale contrapposizione alla prassi accademica raffaellesca. La principale componente del suo stile consiste nel realizzare la prospettiva e la tridimensionalità attraverso l'uso drammatico e teatrale della tecnica del chiaroscuro.
Animo particolarmente irrequieto, nella vita affrontò gravi vicissitudini fino alla data cruciale del 28 maggio 1606 quando, commesso un omicidio durante una rissa venne condannato a morte e si diede alla fuga dalla città di Roma per scampare alla pena capitale.

## Biografia

### Giovinezza e formazione (1571-1594)

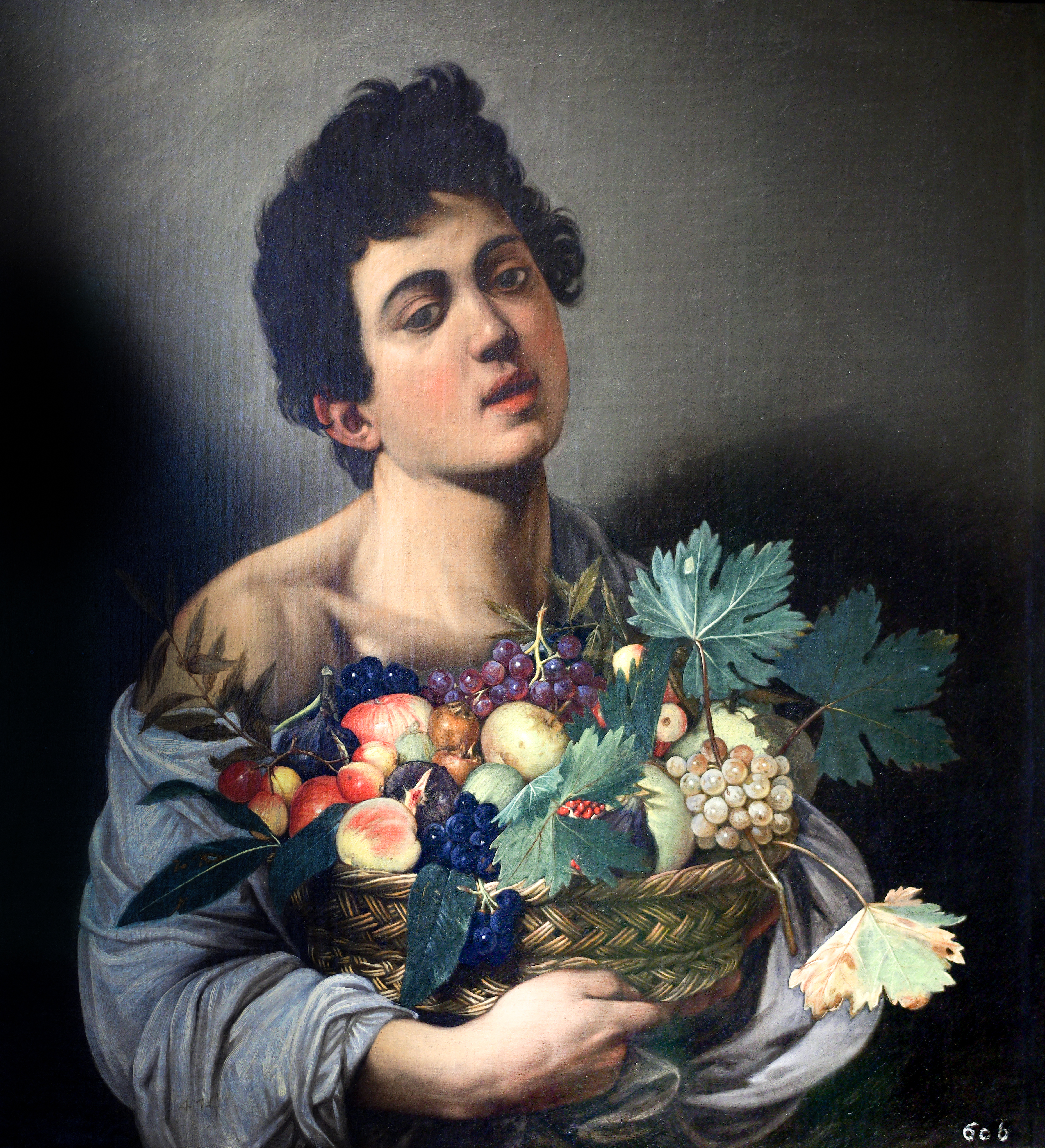
Fanciullo con canestro di frutta, 1592 ca. Olio su tela, 70 × 67 cm. Roma, Galleria Borghese.

Prima del ritrovamento dell'atto di battesimo del pittore, si credeva che fosse nato nel 1571 nel Marchesato di Caravaggio, all'epoca sotto il dominio spagnolo e da cui il pittore avrebbe tratto lo pseudonimo. A seguito poi della scoperta archivistica nel Liber baptizatorum della parrocchia di Santo Stefano Maggiore, è stato definitivamente accertato che Caravaggio nacque a Milano, probabilmente il 29 settembre (giorno di san Michele Arcangelo, dal quale deriverebbe il nome Michelangelo) oppure il 25 settembre, visto che l'atto di battesimo è datato 30 settembre 1571. Tale documento recita:
 I genitori del pittore, Fermo Merisi e Lucia Aratori, erano comunque nativi di Caravaggio. Il cognome, a volte trascritto in alcuni documenti come Merigi, Amerighi o Merighi, viene più spesso confermato come Merisi e, più tardivamente, anche nella variante Merisio.
I genitori si sposarono il 14 gennaio 1571 e, con la protezione e l'aiuto del marchese di Caravaggio e conte di Galliate Francesco I Sforza, che fece anche da loro testimone di nozze, si trasferirono a Milano. Alcuni storici affermano che Fermo Merisi appartenesse al gruppo dei magister, uno dei maestri-architetti addetti ai cantieri delle chiese milanesi. È dunque ipotizzabile che la famiglia vivesse presso gli alloggi delle maestranze della "Fabbrica del Duomo di Milano", delle quali faceva probabilmente parte anche Fermo Merisi. Altre ipotesi invece, avanzate dallo storico Maurizio Calvesi, sosterrebbero che Fermo Merisi fosse, in realtà, un semplice maestro di casa al soldo degli stessi marchesi della città di Caravaggio residenti a Milano, e che esercitasse «sia pure modestamente, il mestiere di architetto». È confermata anche l'esistenza di una sorella, Caterina, oltre ad altri due fratelli, Giovan Pietro e Giovan Battista, che sarà ordinato prete.

#### Apprendistato

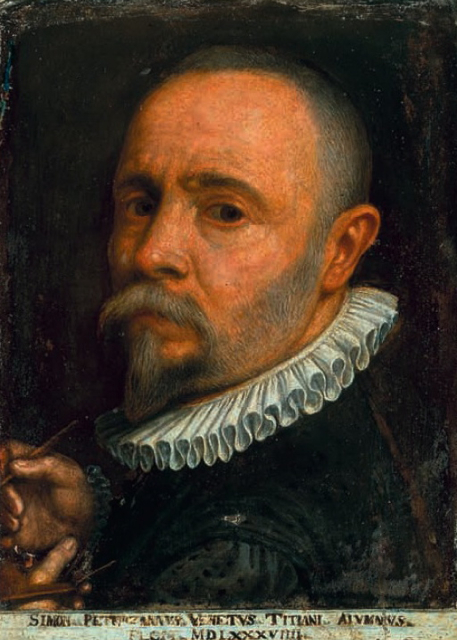
Autoritratto di Simone Peterzano.

Nel 1577, per sfuggire alla peste, la famiglia Merisi lasciò Milano per tornare al paese, tuttavia il padre contrasse la malattia e morì dopo poco tempo, seguito dal nonno Bernardino e dallo zio Pietro.
A soli 13 anni, terminata l'epidemia in città, il giovane Michelangelo fu mandato a lavorare a bottega a Milano presso il laboratorio di Simone Peterzano, pittore del manierismo lombardo che si professava allievo di Tiziano, come documentato anche dall'iscrizione in calce al suo autoritratto. Il contratto di lavoro, datato 6 aprile 1584, venne firmato dalla madre per poco più di quaranta scudi d'oro. Secondo i biografi Mia Cinotti e Gian Alberto Dell'Acqua
 Le varie date dei documenti sono certe, considerando che in quel periodo era appena stato riformato il calendario.
L'apprendistato del giovane si protrasse per circa quattro anni, durante i quali apprese la lezione dei maestri della scuola pittorica lombarda e veneta. Dalle Considerazioni sulla pittura di Giulio Mancini, uno dei biografi dell'artista, abbiamo notizia del carattere del giovane Caravaggio in quegli anni:

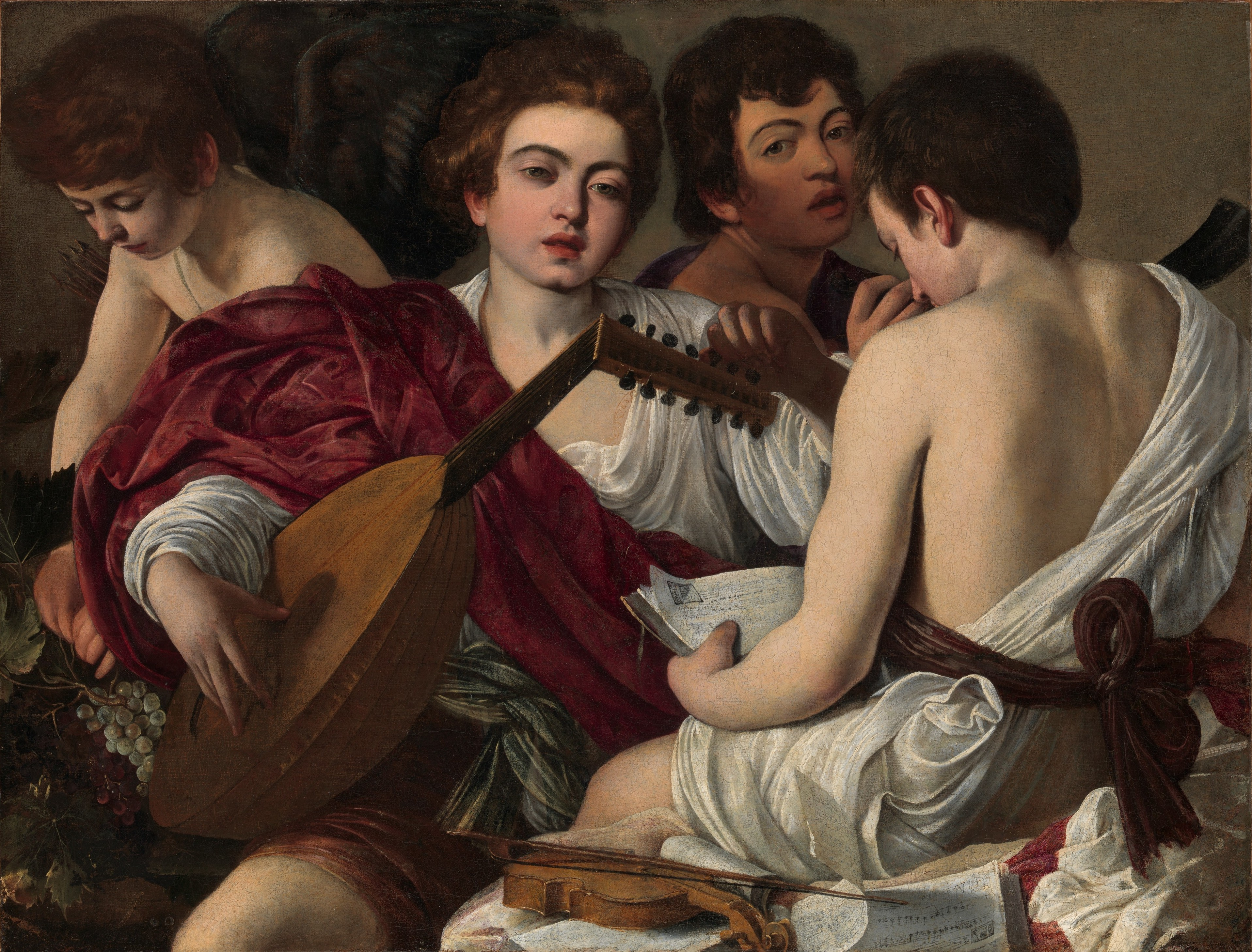
I musici, 1595 ca. Olio su tela, 92,1 × 118,4 cm. New York, Metropolitan Museum of Art.

Gli anni dal 1588, anno di scadenza con Peterzano, fino al 1592, ultima testimonianza della sua presenza in Lombardia prima di raggiungere Roma, risultano piuttosto nebulosi. Secondo Mancini, la madre del pittore morì a Milano il 29 novembre 1591, dunque, risolta la spartizione dell'eredità (della quale è pervenuta la documentazione), il giovane Merisi lasciò definitivamente la Lombardia circa alla metà del 1592.
Tuttavia, secondo documenti emersi nel 2010 dall'Archivio di Stato di Roma (testimonianza del barbiere Pietropaolo Pellegrino), l'artista non visse stabilmente nella Città eterna almeno fino al 1596, anno nel quale è documentata la sua residenza presso la bottega del pittore siciliano Lorenzo Carli. Secondo il biografo Bellori, il giovane pittore, «d'ingegno torbido, e contentioso», fuggì da Milano per altre ragioni, definite vagamente «discordie», e quindi giunse «in Venetia ove si compiacque tanto del colorito di Giorgione, che se lo propose per iscorta nell'imitatione». Sempre secondo il Bellori infatti, il pittore si sarebbe recato a Venezia col maestro Peterzano per un soggiorno di breve durata. Tale notizia, sostenuta solo dal Bellori è ancor oggi fortemente dibattuta, giacché non ci sono altri riscontri d'archivio. Tuttavia, i legami stilistici con la grande scuola veneta di Giorgione, Tiziano e Tintoretto sarebbero ancor più facilmente spiegabili, anche se occorre precisare che il suo stile avrebbe potuto risentire in ogni caso degli influssi veneti, poiché il dominio della Serenissima arrivava, all'epoca, fino a Bergamo.
Secondo lo storico dell'arte Roberto Longhi, per lo sviluppo dello stile del pittore sarebbe stata significativa la riflessione su alcuni maestri lombardi, soprattutto di area bresciana, quali Foppa, Bergognone, Savoldo, Moretto e Romanino, e di area cremonese, come Vincenzo Campi (in particolare il suo capolavoro, San Matteo e l'angelo), artisti che Longhi definisce pre-caravaggeschi. A tale scuola si dovrebbero l'avvio della rivoluzione luministica e la caratterizzazione naturalistica dei dipinti (contrapposta a certa aulicità rinascimentale), elementi centrali della pittura di Caravaggio.

### Il periodo romano (1594-1606)
La sua presenza a Roma dal 1592 al 1593 non è sostenuta da fonti storiche certe, tuttavia sappiamo che nel 1594 fu sicuramente ospite di monsignor Pandolfo Pucci da Recanati, da lui soprannominato monsignor Insalata per via dell'unico alimento che gli forniva. Dopo pochi mesi il Merisi, insoddisfatto del rapporto con Pucci, per il quale realizzava delle "copie di devozione", abbandonò la dimora procuratagli nel rione Borgo e provò a guadagnarsi da vivere dipingendo ritratti, canestri di frutta e immagini sacre, non riuscendo tuttavia ad affrancarsi da una condizione indigente. Nel periodo 1595-1596 cominciò a entrare nell'ambiente artistico romano, dove conobbe il già noto pittore messinese Lorenzo Carli, all'epoca con una bottega in via della Scrofa, e dove il giovane Merisi trovò lavoro e soggiorno. Grazie a lui, conobbe a sua volta il giovane siciliano Mario Minniti, che diventerà uno dei suoi più cari amici e suo modello. Lasciata la bottega del Carli, dedicata a fasce più modeste di mercato, ebbe un breve sodalizio con Antiveduto Gramatica, quindi frequentò, per alcuni mesi, la bottega del pittore Giuseppe Cesari, detto il Cavalier d'Arpino, uno dei maggiori esponenti del tardo manierismo.

Roma 1593- 1596, dettagli
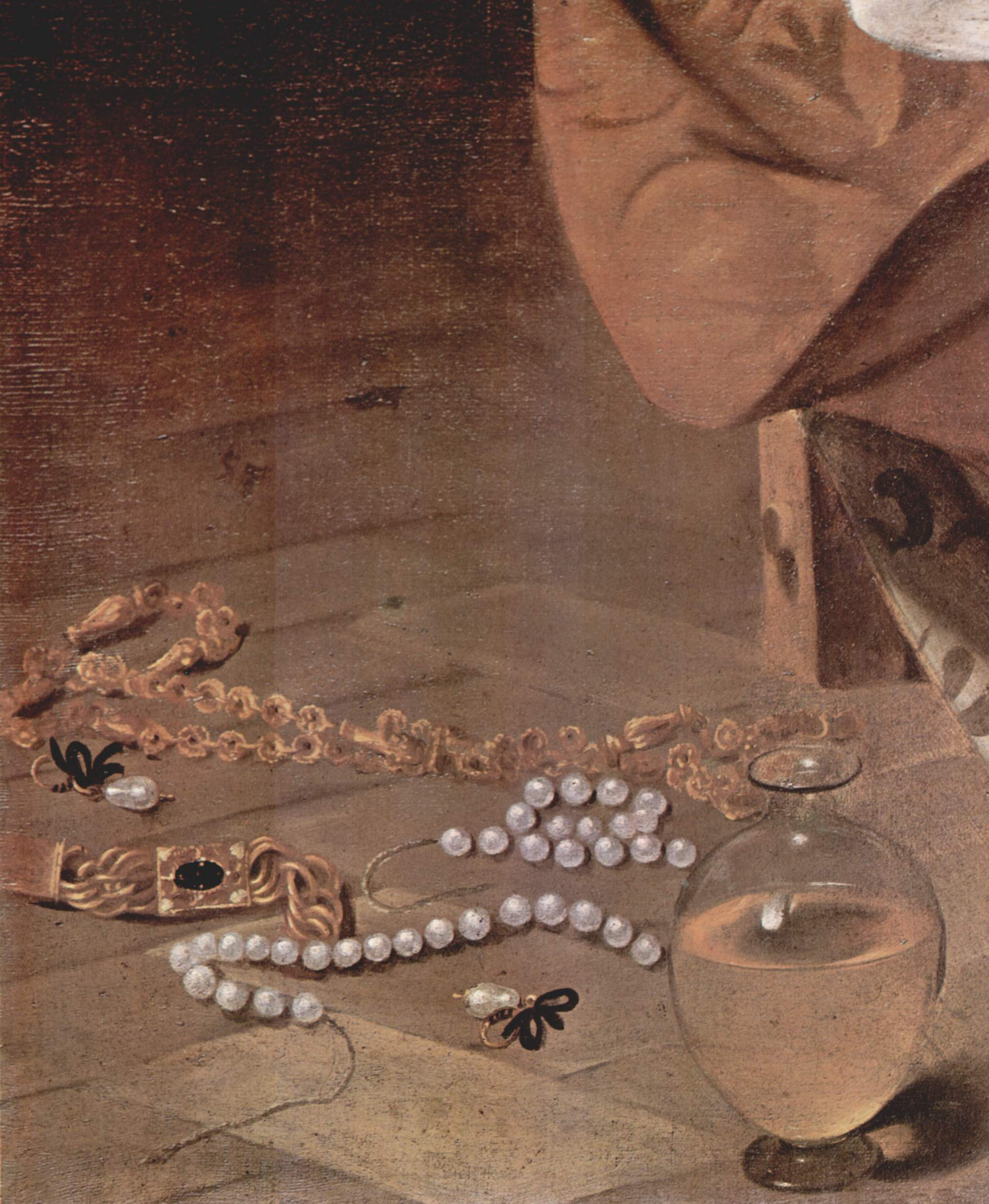
Maddalena penitente, Roma, 1593. Roma, Galleria Doria Pamphilj.
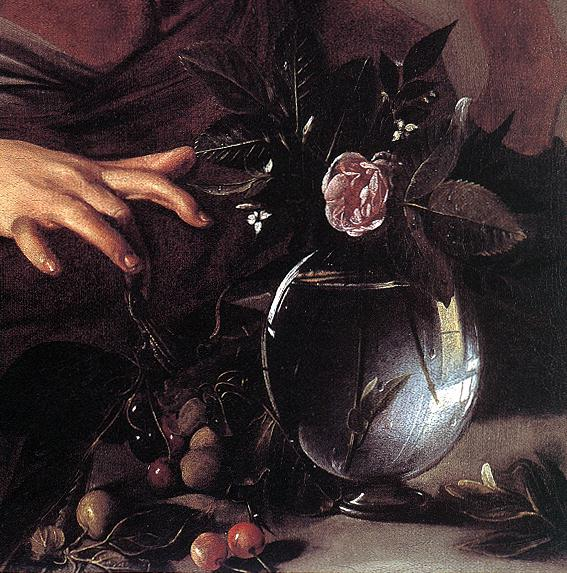
Ragazzo morso da un ramarro, Roma 1593/4. Londra, National Gallery.
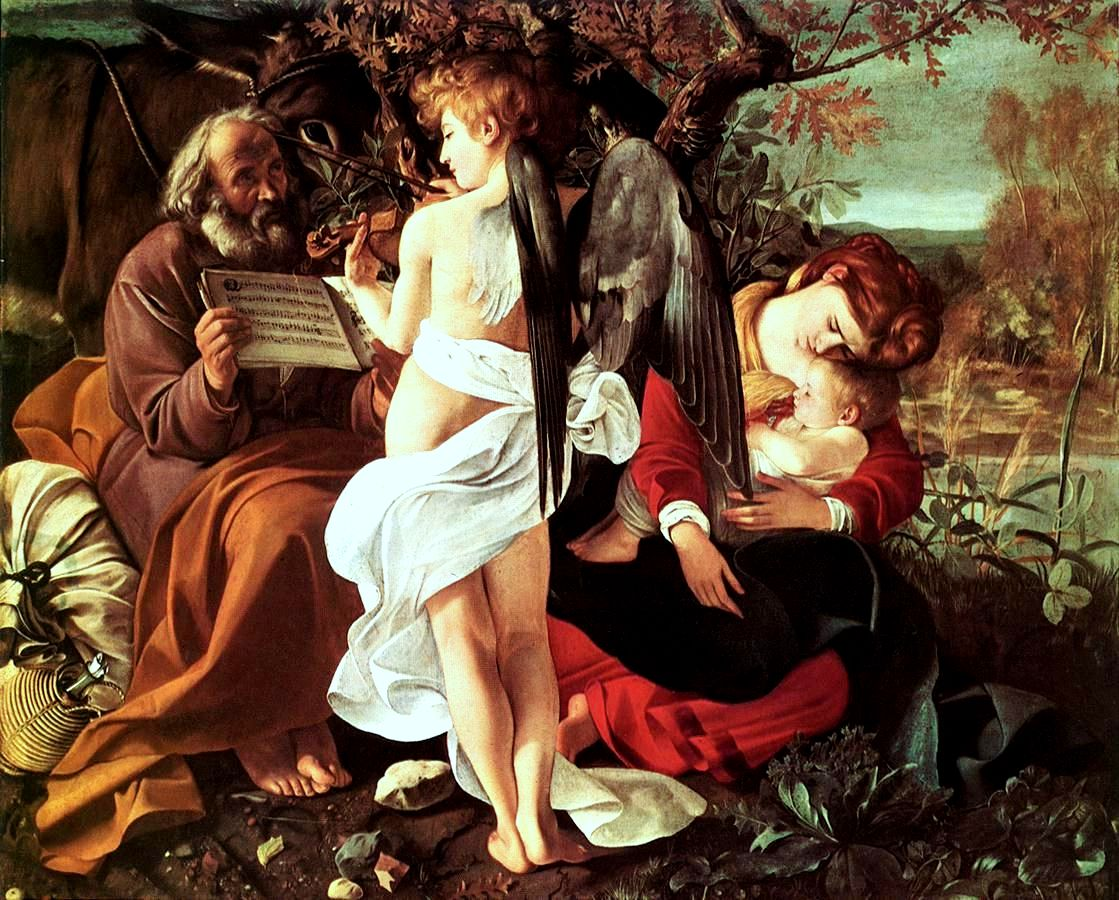
Riposo durante la fuga in Egitto, 1594-1595 ca. Roma, Galleria Doria Pamphilj.
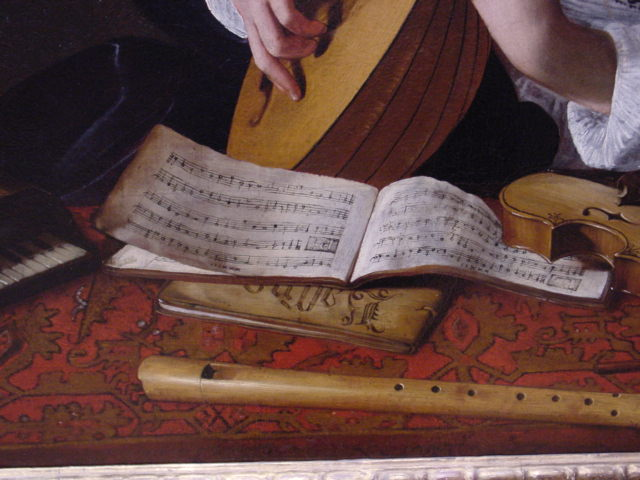
Suonatore di liuto, Roma 1596. Manhattan, Metropolitan Museum of Art.

Per una breve malattia, Merisi fu ricoverato all'ospedale della Consolazione, interrompendo così il rapporto con il Cesari. In questo periodo probabilmente, Caravaggio fu impiegato come esecutore di nature morte e di parti decorative di opere più complesse, ma non se ne ha testimonianza certa. Un'ipotesi, priva di riscontri, è che Caravaggio possa aver realizzato i festoni decorativi della cappella Olgiati, nella basilica di Santa Prassede a Roma, cappella poi affrescata dallo stesso Cavalier d'Arpino. Appartengono a questo periodo i primi dipinti di un certo rilievo: Ragazzo che monda un frutto, Fanciullo con canestro di frutta e il Bacchino malato, un suo autoritratto.

#### L'amicizia con il cardinal Del Monte

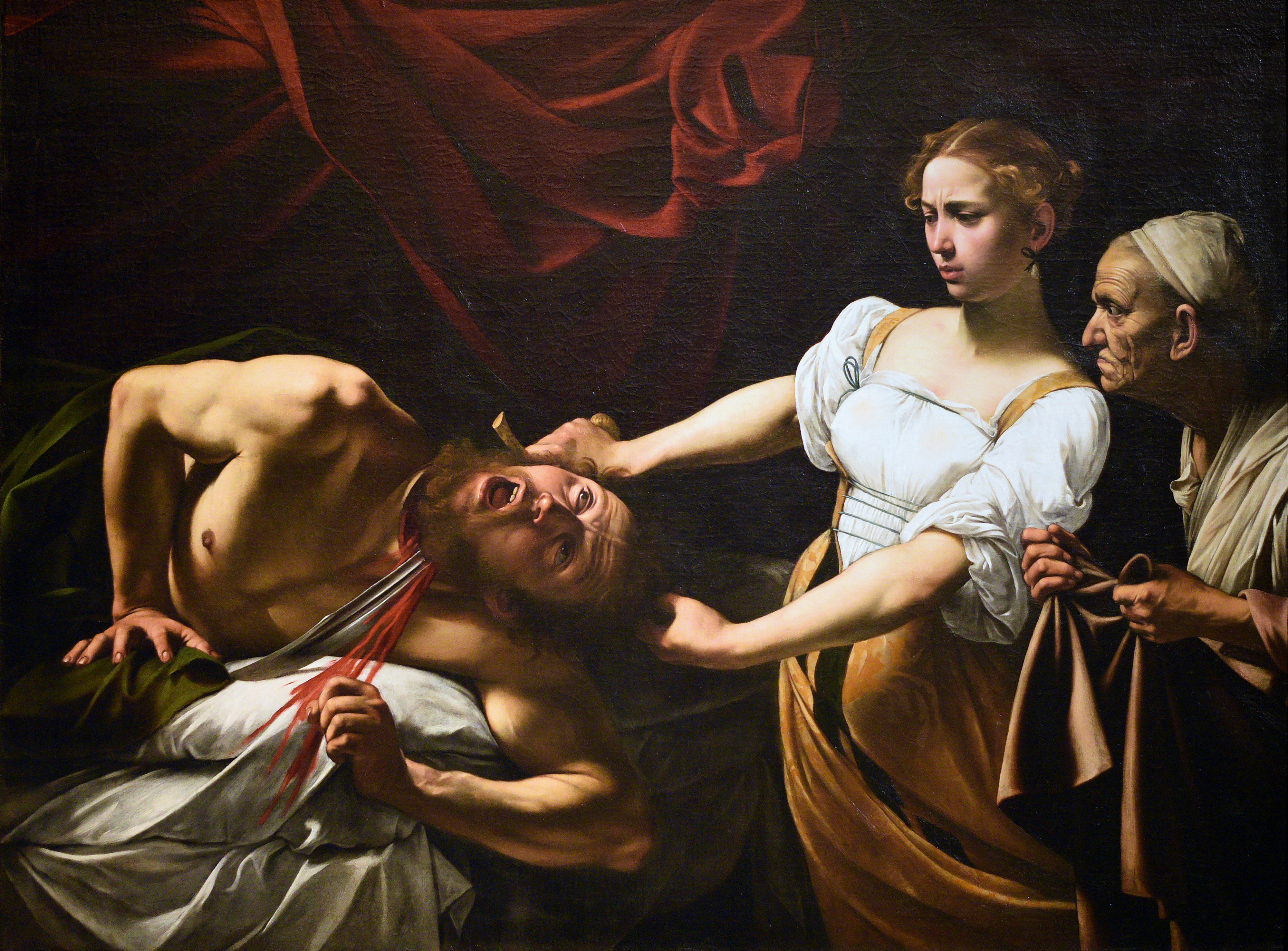
Giuditta e Oloferne, 1602 ca. Olio su tela, 145 × 195 cm. Roma, Palazzo Barberini, Gallerie nazionali d'arte antica.

Dimesso dall'ospedale, grazie al suo amico pittore Costantino Spata, nel 1597 Merisi conobbe il cardinal Francesco Maria del Monte, grandissimo uomo di cultura e appassionato d'arte che, incantato dalla sua pittura, acquistò alcuni dei suoi quadri, tra i quali il famosissimo I bari. Il giovane lombardo entrò quindi al suo servizio, rimanendovi per circa tre anni. Del Monte, secondo Bellori:
La fama dell'artista cominciò a crescere all'interno dei più importanti salotti dell'alta nobiltà romana. L'ambiente fu scosso dalla sua pittura rivoluzionaria, immediatamente al centro di discussioni e accese polemiche. Grazie alle commissioni del suo influente e illuminato prelato, Caravaggio mutò il proprio stile, abbandonando le tele di piccole dimensioni e i singoli ritratti e cominciando a dedicarsi alla realizzazione di opere complesse, con gruppi di più personaggi descritti in episodi specifici. Uno dei primi lavori di questo periodo è il Riposo durante la fuga in Egitto.
Nel giro di pochi anni la sua fama crebbe moltissimo e Caravaggio si fece apprezzare tra i nobili romani, conseguendo uno spiccato successo.

#### Le opere romane dal 1599 in poi
Nel 1599 Caravaggio, grazie all'aiuto del cardinale Francesco Maria del Monte, ricevette la prima commissione pubblica per due grandi tele da collocare all'interno della cappella Contarelli nella Chiesa di San Luigi dei Francesi, a Roma. I dipinti che Caravaggio doveva realizzare riguardavano episodi tratti dalla vita di san Matteo: la Vocazione e il Martirio.

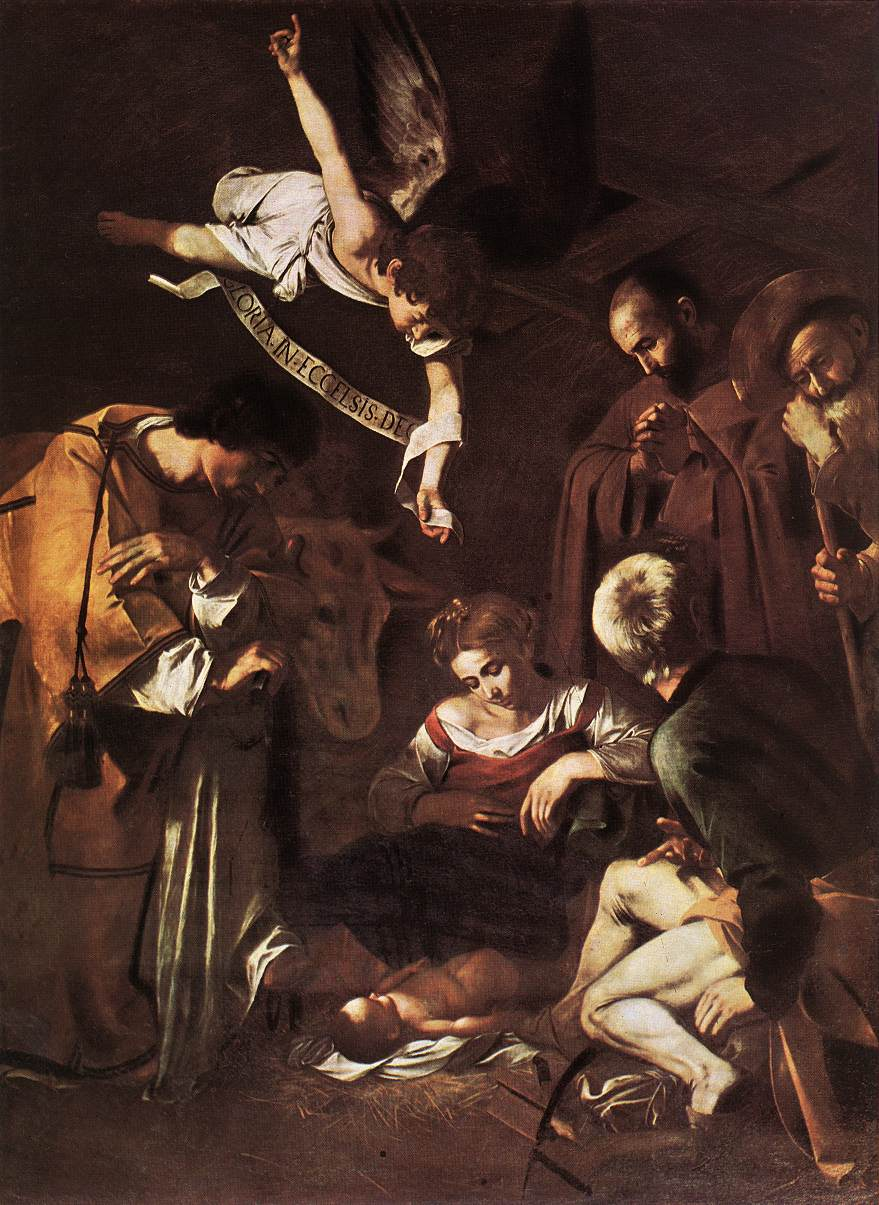
Natività con i santi Lorenzo e Francesco d'Assisi, 1600. Olio su tela, 268 × 197 cm. Già Palermo, Oratorio di San Lorenzo.

In meno di un anno il pittore concluse le due opere che gli aprirono il successo, così che ebbe immediatamente altri importanti incarichi. Dapprima da parte del commerciante Fabio Nuti, per un quadro identificato nella Natività con i santi Lorenzo e Francesco d'Assisi di Palermo, a lungo ritenuta dipinta in Sicilia nel 1609. Quindi, per ordine del monsignor Tiberio Cerasi, che aveva acquistato la cappella Cerasi nella basilica di Santa Maria del Popolo, gli furono commissionati due dipinti: la Crocefissione di san Pietro e la Conversione di san Paolo. Contemporaneamente Francesco Contarelli, nipote o figlio illegittimo del cardinale Matteo Contarelli, nel 1602 gli chiese la realizzazione di una terza tela per San Luigi dei Francesi: San Matteo e l'angelo. Il pittore, nonostante conoscesse bene il gusto dei suoi committenti, scelse soggetti popolari, che esprimessero in una dimensione reale e drammatica lo svolgersi degli eventi, rappresentando i valori spirituali della corrente pauperista all'interno della Chiesa cattolica.

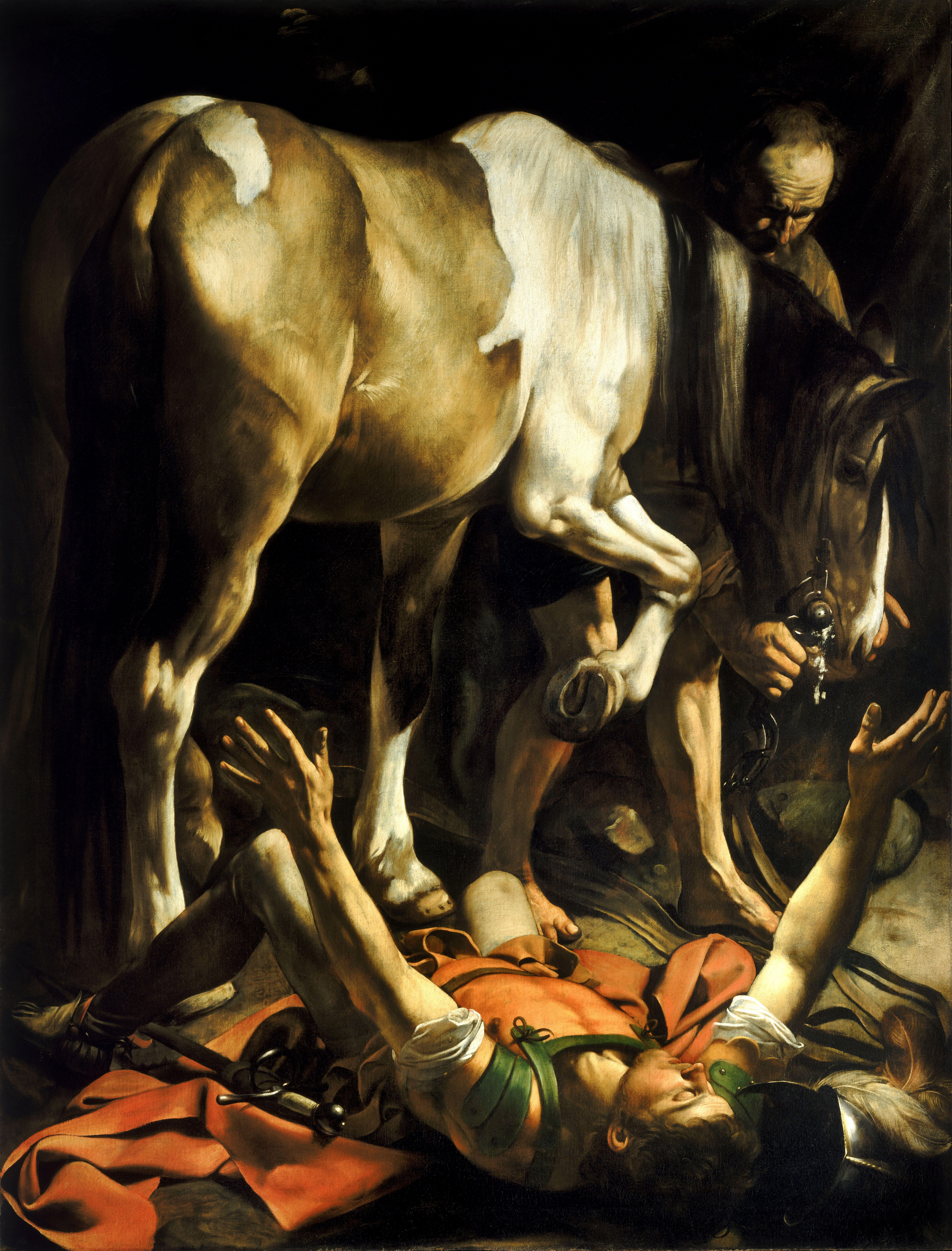
Conversione di san Paolo, 1601. Olio su tela, 230 × 175 cm. Roma, Basilica di Santa Maria del Popolo.

Secondo il pittore e biografo Giovanni Baglione la prima versione del San Matteo e l'angelo fu rifiutata dalla congregazione perché il santo era raffigurato come un rozzo popolano. La notizia, ritenuta attendibile fino a tutto il XX secolo, fu smentita da Luigi Spezzaferro nel 2000. L'insigne studioso ha dimostrato che la prima versione del San Matteo e l'angelo era una pala d'altare provvisoria, da collocare temporaneamente nella Cappella Contarelli in attesa che vi terminassero i lavori. La tela provvisoria non solo dava la possibilità ai religiosi di officiare la messa in un ambiente più decoroso, ma permise a Caravaggio di mettere in mostra le sue capacità, con la speranza di ricevere, come poi avvenne, la commissione delle tele, oggi note come Il Ciclo di San Matteo. Quando a Caravaggio fu affidata la decorazione definitiva della Cappella, la prima versione del dipinto, distrutta in Germania durante la seconda guerra mondiale, fu rimpiazzata da quella attuale, tuttora in loco. Nel caso del San Matteo e l'angelo, dunque, non si trattò di un rifiuto ma di una sostituzione già prevista. L'informazione fornita da Giovanni Baglione è quindi una "malignità" dovuta alla nota rivalità esistente tra Merisi e Baglione. L'episodio del presunto rifiuto del San Matteo e l'angelo, narrato anche da Bellori, coinvolge anche un altro importante protettore di Caravaggio, il marchese Vincenzo Giustiniani. Queste le parole di Bellori:
Il marchese Giustiniani, ricco banchiere genovese nel giro della corte pontificia (oltre che vicino di casa del cardinal Del Monte, visto che a Roma abitava in palazzo Giustiniani con il fratello cardinal Benedetto Giustiniani), fu protettore di Caravaggio per molti anni; collezionò moltissime sue opere e contribuì grandemente alla formazione culturale del pittore. In più di un'occasione, grazie alle sue ramificate influenze, riuscì a salvarlo dalle gravi questioni legali nelle quali era spesso implicato per colpa di un'indole aggressiva.

Crocifissione di san Pietro, 1601. Olio su tela, 230 × 175 cm. Roma, Basilica di Santa Maria del Popolo

Un'altra opera comunemente ed erroneamente ritenuta rifiutata è la prima versione della Conversione di San Paolo, dipinta su legno di cipresso per la Cappella Cerasi in Santa Maria del Popolo. Come dimostrato da Luigi Spezzaferro, la pala non fu rifiutata ma sostituita con l'attuale in seguito a nuovi accordi intervenuti tra l'artista e gli eredi del committente Tiberio Cerasi.
Nel caso invece della Morte della Vergine, commissionata per la chiesa di Santa Maria della Scala a Roma, si trattò senza dubbio di un rifiuto. La figura della Vergine, rappresentata con il ventre gonfio e con i piedi in vista, fu ritenuta indecente dai Carmelitani Scalzi che rifiutarono il dipinto. Oltre alla posa indecorosa, Baglione e Bellori scrivono che la Vergine era stata raffigurata addirittura come "morta gonfia". Scrive Spezzaferro:
Dunque, piuttosto che una morte per annegamento, il ventre gonfio suggeriva una gravidanza che rendeva questa raffigurazione ancora più scandalosa. Di questa grande pala esiste un abbozzo eseguito dal Merisi, della sola figura della Maddalena piangente collocata in basso ai piedi della Vergine. Il ritaglio di questa sola figura, delle stesse dimensioni, è noto come Maddalena addolorata. L'opera di Caravaggio fu rimossa e sostituita da un dipinto eseguito da Carlo Saraceni, raffigurante lo stesso soggetto. Nonostante il rifiuto, la tela di Merisi fu immediatamente notata (e apprezzata) da Peter Paul Rubens, celebre pittore fiammingo che all'epoca si trovava in Italia, pittore di corte al servizio di Vincenzo I Gonzaga. Rubens, che aveva anche l'incarico di arricchire la collezione del Duca di Mantova, suggerì a Vincenzo I di acquistare la Morte della Vergine per la considerevole cifra di 300 scudi. Il dipinto, acquistato tra il febbraio e l'aprile del 1607, entrò così a far parte della ricchissima quadreria dei Gonzaga. In seguito ai dissesti finanziari del casato, il duca Vincenzo II (quartogenito di Vincenzo I ed erede del titolo ducale per la morte degli altri fratelli) svendette l'eccezionale collezione di famiglia. Parte di essa fu acquistata da Carlo I d'Inghilterra e la Morte della Vergine di Caravaggio lasciò l'Italia. In seguito alla decapitazione di Carlo I, i dipinti della collezione Gonzaga furono acquistati dal finanziere e collezionista Everhard Jabach e successivamente da Luigi XIV. Il dipinto di Caravaggio arrivò così a Parigi, dove si trova tuttora al museo del Louvre (Galerie des Italiens).

#### I guai con la legge, l'omicidio Tomassoni e la fuga da Roma
Durante il soggiorno presso palazzo Madama, dimora del cardinal Del Monte, il 28 novembre del 1600 Merisi malmenò e percosse con un bastone Girolamo Stampa da Montepulciano, un nobile ospite del prelato: ne seguì una denuncia. Gli episodi di risse, violenze e schiamazzi andarono via via aumentando; spesso il pittore fu arrestato e condotto nelle carceri di Tor di Nona.
Non sarebbe comunque stato quello il primo guaio con la legge per il turbolento artista. Il Bellori sostenne che, intorno al 1590-1592, Caravaggio, già distintosi per risse tra bande di giovinastri, commise un omicidio a causa del quale fuggì da Milano prima per Venezia, poi per Roma. Il suo arrivo nella città papale sarebbe stato dunque la conseguenza di una fuga.

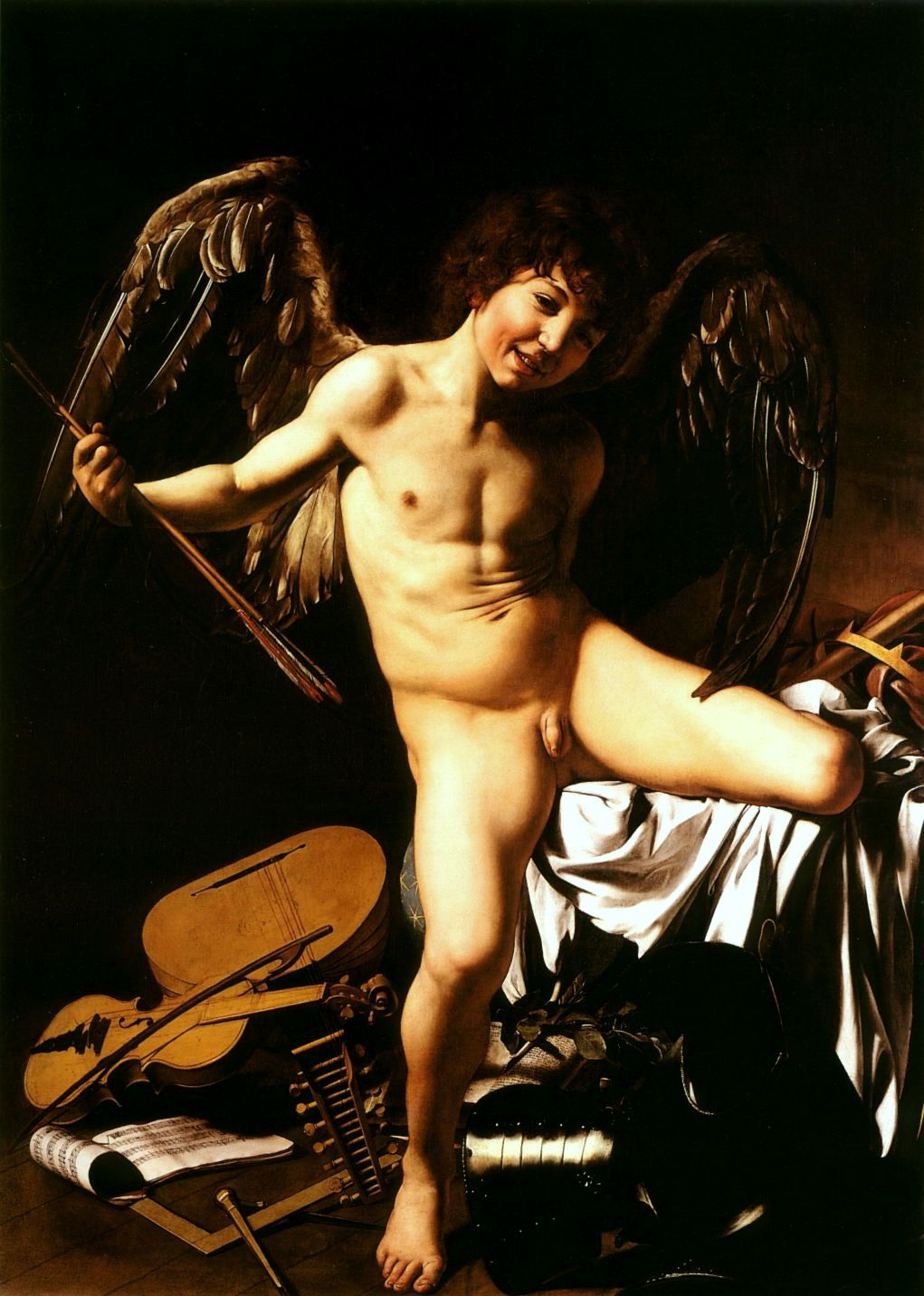
Amor vincit omnia, 1601-1602. Olio su tela, 156,5 × 113,3 cm. Berlino, Gemäldegalerie.

Nel 1601 fu rilasciato dal carcere, tornando a dipingere dapprima la Cattura di Cristo e poi Amor vincit omnia. Nel 1603 fu nuovamente processato, questa volta per la diffamazione di un altro pittore Giovanni Baglione, che querelò sia Caravaggio sia i suoi seguaci Orazio Gentileschi e Onorio Longhi, colpevoli di aver scritto rime offensive nei suoi confronti. Grazie all'intervento dell'ambasciatore francese, Merisi, condannato al processo, fu liberato e trasferito agli arresti domiciliari, seppur per poco (aveva scontato già un mese di carcere a Tor di Nona).
Tra il maggio e l'ottobre del 1604 il pittore fu arrestato varie volte per possesso d'armi e ingiurie alle guardie cittadine; inoltre, fu querelato da un garzone d'osteria per avergli tirato in faccia un piatto di carciofi.
Nel 1605 fu costretto a scappare a Genova per circa tre settimane, dopo aver ferito gravemente un notaio, Mariano Pasqualone di Accumoli, a causa di Lena, amante e modella di Caravaggio. L'intervento dei protettori dell'artista riuscì a insabbiare l'accaduto anche se, al ritorno a Roma, il pittore fu querelato da Prudenzia Bruni, sua padrona di casa, per non aver pagato l'affitto; per ripicca, Merisi prese nottetempo a sassate la sua finestra, finendo nuovamente querelato. Nel novembre dello stesso anno il pittore fu degente per una ferita, che egli sostenne essersi procurato cadendo sulla propria spada.
Il fatto più grave però si svolse a Campo Marzio, la sera del 28 maggio 1606 (anno successivo all'elezione di papa Paolo V, zio di Scipione Borghese, grande estimatore di Caravaggio): a causa di una discussione causata da un fallo nel gioco della pallacorda (una sorta di tennis) il pittore fu ferito e, a sua volta, ferì mortalmente il rivale, tal Ranuccio Tomassoni da Terni, con il quale aveva avuto già in precedenza discussioni spesso sfociate in risse. Anche questa volta c'era di mezzo una donna, Fillide Melandroni, le cui grazie erano contese da entrambi. Probabilmente, dietro l'assassinio di Ranuccio c'erano anche questioni economiche, forse qualche debito di gioco non pagato dal pittore, o addirittura questioni politiche: la famiglia Tommasoni infatti, era notoriamente filo-spagnola, mentre Michelangelo Merisi era un protetto dell'ambasciatore di Francia.
Il verdetto per il delitto di Campo Marzio fu severissimo: Caravaggio fu condannato alla decapitazione, che poteva esser eseguita da chiunque lo avesse riconosciuto per strada. Nei suoi dipinti cominciarono ossessivamente a comparire teste mozzate (esemplare il David con la testa di Golia), e il suo macabro autoritratto prendeva spesso il posto del condannato.
Degli autoritratti di come fosse effettivamente il reale volto del pittore, forse uno dei più verosimili resta quello rappresentato nella scena del Martirio di san Matteo. Tuttavia il ritratto più noto del Merisi rimane quello opera di Ottavio Leoni, che lo conobbe personalmente ma lo eseguì almeno undici anni dopo la morte. Il Leoni ritrasse anche Galileo Galilei, contemporaneo del Merisi, nel 1624.
La permanenza in città non era praticamente più possibile: ad aiutare Caravaggio a fuggire fu il principe Filippo I Colonna che gli offrì asilo all'interno di uno dei suoi feudi laziali di Marino, Palestrina, Zagarolo e Paliano. Il nobile romano mise in atto una serie di depistaggi, con l'aiuto di altri componenti della sua famiglia, che testimoniarono la presenza del pittore in altre città, facendone così perdere le tracce.
In quel periodo, Caravaggio eseguì per i Colonna diversi dipinti, su tutti la Cena in Emmaus, nella versione conservata nella Pinacoteca di Brera.

### Gli ultimi anni (1606-1610)

#### Il primo soggiorno a Napoli

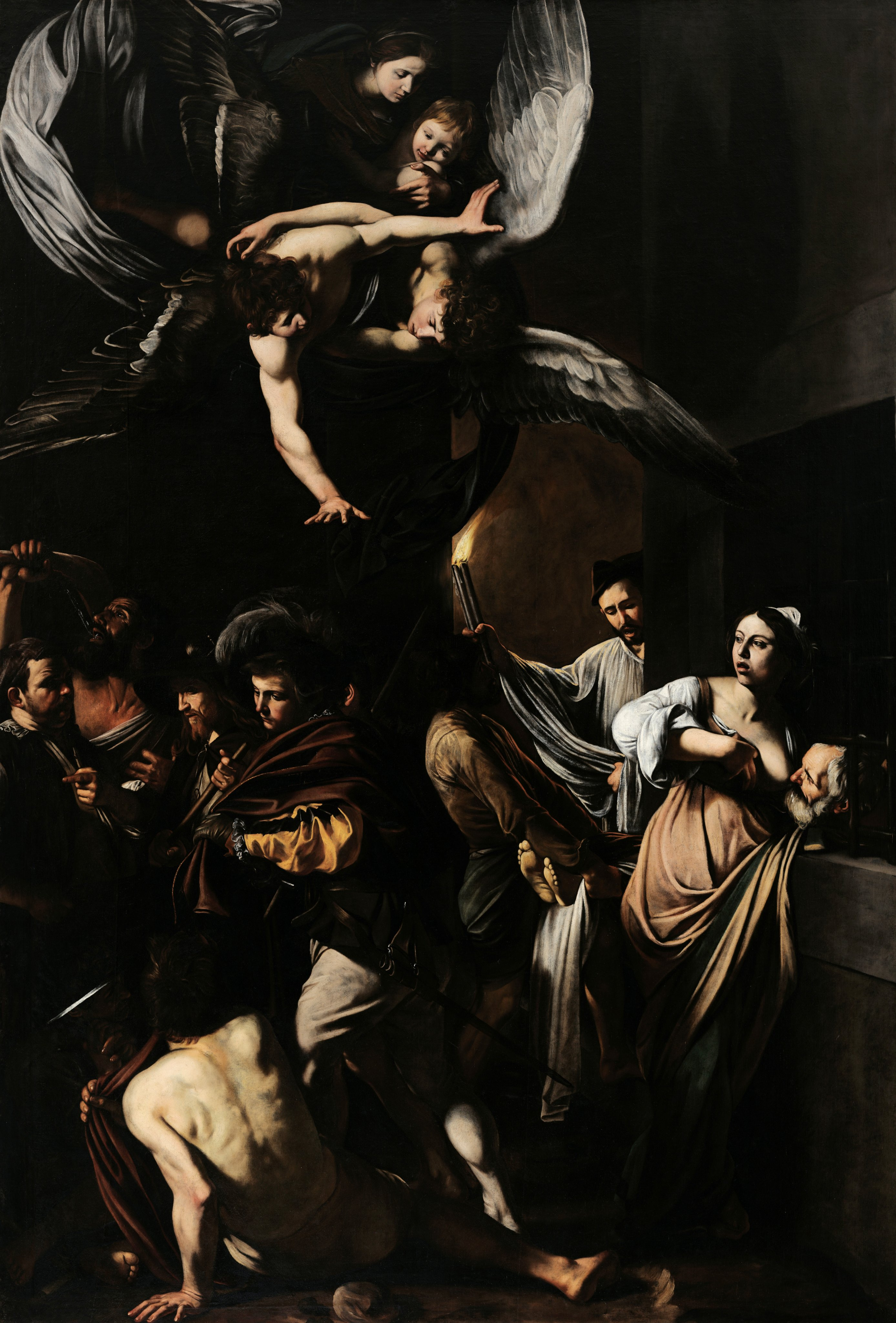
Sette opere di Misericordia, 1606-1607. Olio su tela, 390 × 260 cm. Napoli, Pio Monte della Misericordia.

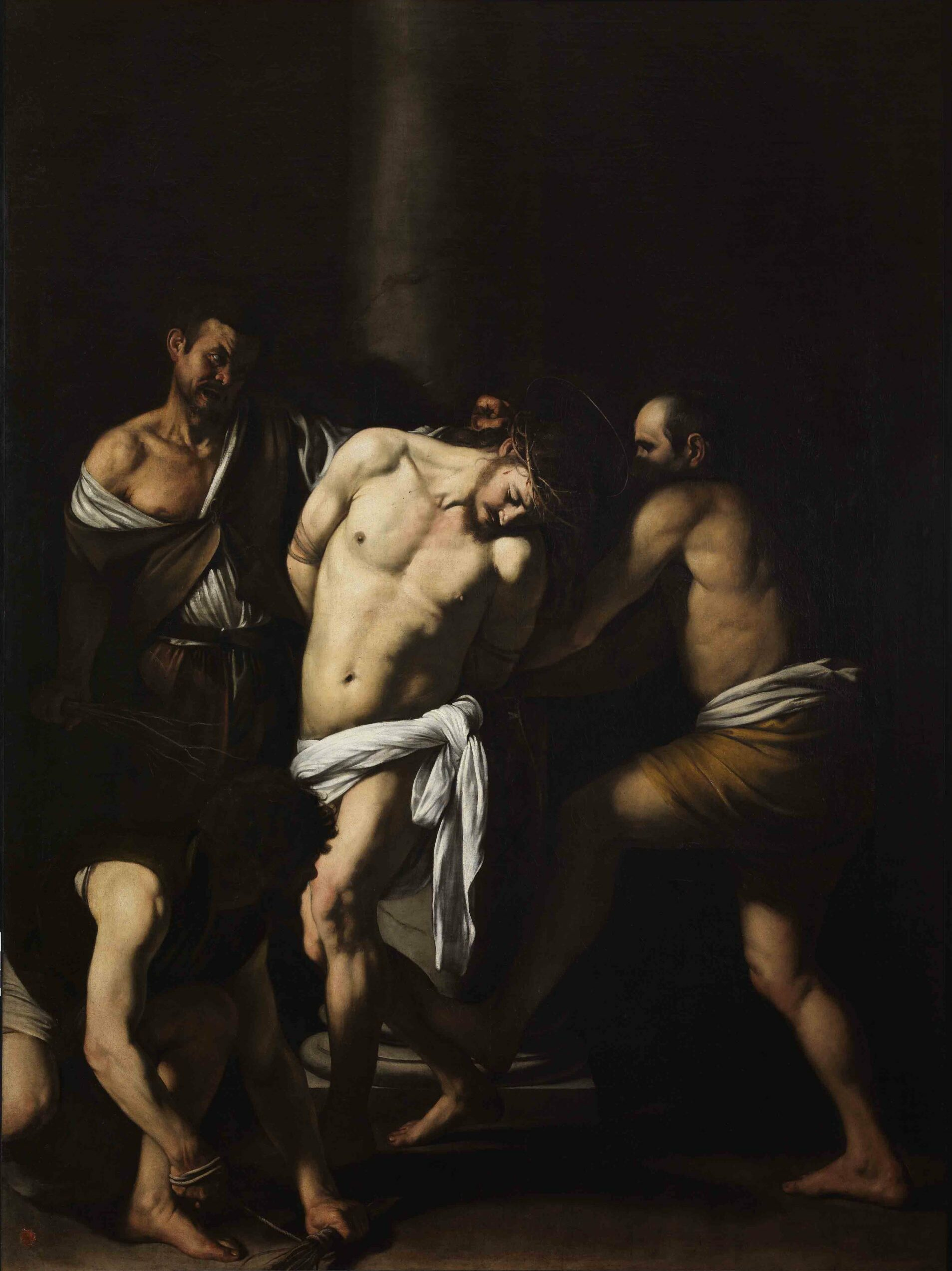
Flagellazione di Cristo, 1607 ca. Olio su tela, 134,5 × 175,5 cm. Napoli, Museo di Capodimonte.

Alla fine del 1606, Caravaggio giunse a Napoli, nei Quartieri Spagnoli, dove rimase circa un anno. La fama del pittore era ben nota. I Colonna lo raccomandarono a un ramo collaterale della famiglia residente a Napoli: i Carafa-Colonna. Qui il Merisi visse un periodo felice e prolifico. Furono infatti eseguiti: la Giuditta che decapita Oloferne (1607), scomparsa, della quale forse esiste una copia coeva nelle collezioni del banco di Napoli; una prima versione della Flagellazione di Cristo (1607), conservata presso il Musée des Beaux-Arts di Rouen; la Salomè con la testa del Battista (1607), alla National Gallery di Londra; la prima versione di Davide con la testa di Golia (1607), al Kunsthistorisches Museum di Vienna; la Crocifissione di sant'Andrea (1607), presso il Cleveland Museum of Art e infine, la più importante, che si ipotizza sia stata commissionata dai Carafa-Colonna, forse per collocarla nella cappella di famiglia nella basilica di San Domenico Maggiore, la Madonna del Rosario (1606-1607), anch'essa conservata al Kunsthistorisches Museum di Vienna.
Dei molti dipinti eseguiti durante il primo periodo napoletano, solo due sono ancora in città.
Il primo è il suggestivo Sette opere di Misericordia (1606-1607), uno dei lavori più importanti del Caravaggio. Le "sette opere di Misericordia corporali" sono condensate in un'unica scena. Sulla parte superiore del dipinto, a supervisionare l'intera scena che si svolge nella parte bassa, vi è la Madonna col Bambino accompagnata da due angeli. Riguardo ai forti contrasti del chiaroscuro, si potrebbe interpretare la luce luminosa come metafora della misericordia che "aiuta il pubblico a cercarla nella propria vita". La tela, cardine per la pittura in Italia meridionale e per la pittura italiana in generale, presenta una composizione più drammatica e concitata rispetto alle pitture romane, rinunciando a un fulcro centrale dell'azione. Questo aspetto fu di grande stimolo per la pittura barocca partenopea successiva e il passaggio del Merisi a Napoli, infatti, diede luogo alla nascita di molti esponenti caravaggeschi tra i pittori locali.
L'altro dipinto rimasto a Napoli, ovvero una seconda versione della Flagellazione di Cristo, fu eseguito tra il 1607 e il 1608 per la basilica di San Domenico Maggiore e venne successivamente spostato al museo di Capodimonte.

#### Il soggiorno a Malta e in Sicilia
Nel luglio 1607 Michelangelo Merisi partì per Malta, sempre per intercessione di Costanza Colonna, su una galea del figlio, Fabrizio Sforza di Caravaggio e qui entrò in contatto con il Gran Maestro dell'ordine dei cavalieri di san Giovanni, Alof de Wignacourt, cui il pittore fece anche un ritratto. Il suo obiettivo era diventare cavaliere di Malta, per ottenere l'immunità dalla condanna papale, poiché su di lui pendeva ancora la condanna alla decapitazione. In questo contesto il Caravaggio firmò un documento che mise in discussione il suo reale luogo di nascita: il pittore vi dichiara che sua città natale è Caravaggio, in provincia di Bergamo: "Carraca oppido vulgo de Caravagio in Longobardis natus". A rimettere in discussione il suo luogo d'origine vi è poi un'ulteriore attestazione, proveniente dalla scoperta di un documento nuovo; in esso si legge la dichiarazione resa a Roma da un garzone mediolanensis, Pietro Paolo Pellegrino, nel corso di un interrogatorio:
ma poi specifica 
Pellegrino non riconobbe nella cadenza del pittore l'accento che gli era familiare, essendo lui stesso milanese per nascita.

Decollazione di San Giovanni Battista, 1608. Olio su tela, 361 × 520 cm. La Valletta, Concattedrale di San Giovanni.

L'attività di pittore del Merisi proseguì, dipingendo nel 1608 la Decollazione di san Giovanni Battista, il suo quadro più grande per dimensioni, conservato nella Concattedrale di San Giovanni di La Valletta. Nella stessa chiesa si trova un'altra opera del pittore, il San Girolamo scrivente.
Dopo un anno di noviziato, il 14 luglio 1608 Caravaggio fu investito della carica di "cavaliere di grazia" dell'Ordine di Malta, rango inferiore rispetto ai "cavalieri di giustizia", di origine aristocratica. Anche qui ebbe dei problemi: fu arrestato per un duro litigio con un cavaliere del rango superiore e perché si venne a sapere che su di lui pendeva una condanna a morte. Fu rinchiuso nel carcere di Sant'Angelo a Birgu, il 6 ottobre: riuscì a evadere grazie all'aiuto dei Colonna e a rifugiarsi in Sicilia, a Siracusa. Il 6 dicembre i cavalieri espulsero con disonore Caravaggio dall'ordine: «Come membro fetido e putrido».
A Siracusa, Caravaggio fu ospite di Mario Minniti, l'amico conosciuto durante gli ultimi anni romani. Nella città siciliana s'interessò molto all'archeologia, studiandone i reperti ellenistici e romani: durante una visita assieme allo storico Vincenzo Mirabella coniò il nome "orecchio di Dionigi" per descrivere la "Grotta delle Latomie"[senza fonte]. Durante questo soggiorno dipinse, per la Chiesa di Santa Lucia al Sepolcro, una pala d'altare raffigurante il Seppellimento di santa Lucia, la patrona della città siciliana, la cui ambientazione sembra proprio quella delle grotte da lui ammirate.
A Messina dipinse la Resurrezione di Lazzaro, tetra incompiuta e cimiteriale rappresentazione, la cui parte centrale è occupata dal corpo di Lazzaro spasmodicamente teso nel gesto del braccio verso la luce, e l'Adorazione dei pastori.
Il Bellori cita la Natività con i santi Lorenzo e Francesco d'Assisi eseguita a Palermo per l'oratorio di san Lorenzo, ma recentemente ha preso consistenza l'ipotesi, suffragata anche da nuovi ritrovamenti documentari, secondo la quale essa fu dipinta nel 1600 a Roma, su richiesta del commerciante Fabio Nuti, e da lì spedita a Palermo. L'opera fu trafugata nel 1969 e mai più trovata. Le ipotesi di una sua distruzione sono state poi smentite.

#### Il secondo soggiorno a Napoli

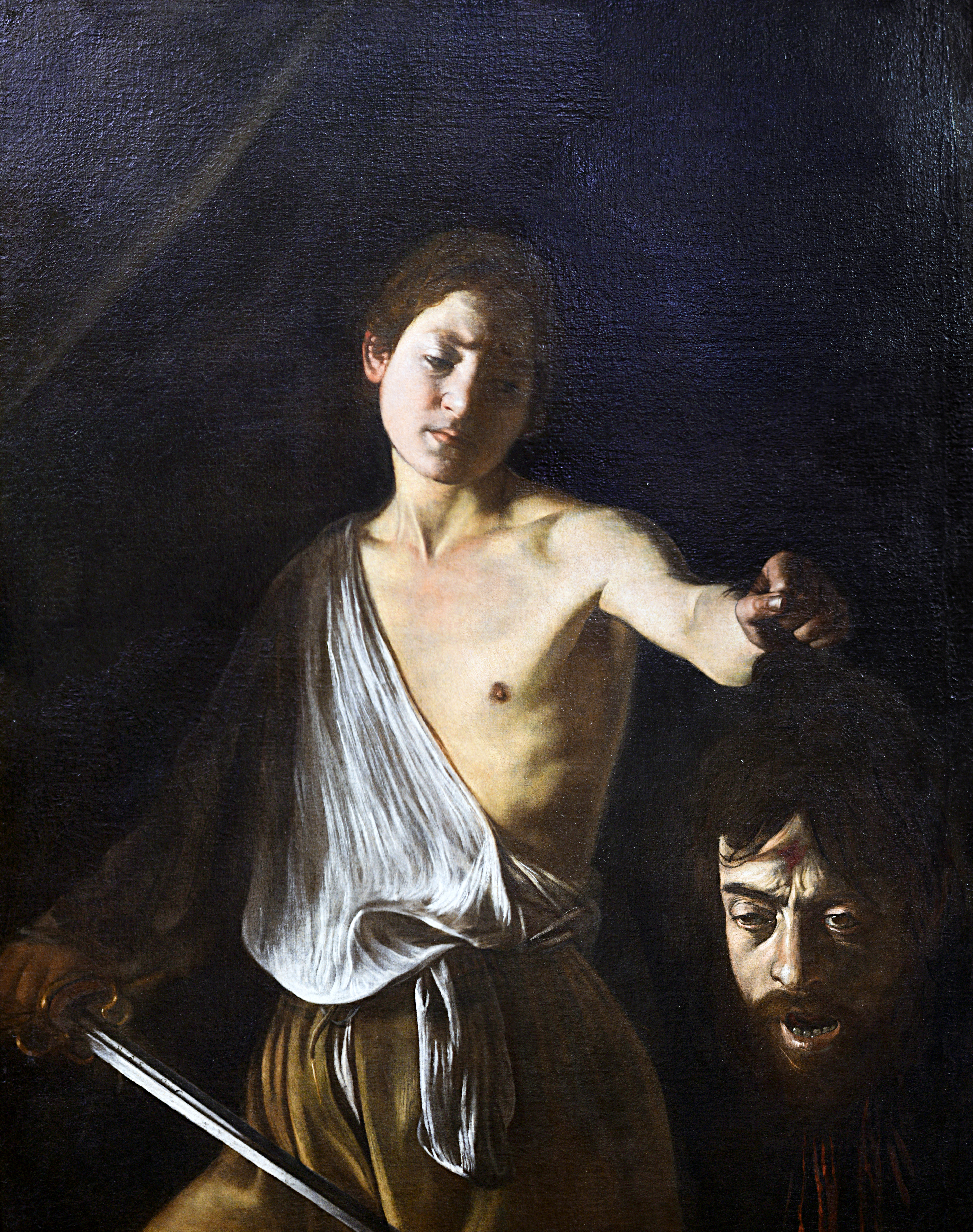
David con la testa di Golia, 1609-1610. Olio su tela, 125 × 101 cm. Roma, Galleria Borghese.

Alla fine dell'estate del 1609 Caravaggio tornò a Napoli. Qui, probabilmente in ottobre, all'uscita della Locanda del Cerriglio (nei pressi di via Monteoliveto), affrontato con violenza da alcuni uomini al soldo del suo rivale maltese, rimase sfigurato e cominciò a circolare la notizia della sua morte. La fase creativa del suo secondo periodo napoletano è ricostruita dagli storici con molte congetture: dipinse sicuramente il San Giovanni Battista disteso (1610) appartenente a una collezione privata a Monaco di Baviera, la Negazione di san Pietro, il San Giovanni Battista e il Davide con la testa di Golia, quest'ultimo molto importante dal punto di vista storiografico in quanto raffigurante un autoritratto del Caravaggio nella testa mozzata, sorte dalla quale il Merisi tentava da anni di fuggire.
Ancora al periodo di Napoli sono da attribuire i due quadri con medesimo soggetto: la Salomè con la testa del Battista, che il pittore avrebbe dovuto recapitare ai Cavalieri dell'Ordine, e la Salomè con la testa del Battista a Madrid, cominciata durante il primo periodo napoletano. Poi vi furono tre tele per la chiesa di Sant'Anna dei Lombardi di Napoli, il San Francesco che riceve le Stimmate, il San Francesco in meditazione e una Resurrezione (quest'ultima nota oggi attraverso una copia di Louis Finson ad Aix en Provence), tutte perdute durante il terremoto del 1805 che causò il crollo di una parte dell'edificio.
Infine, dipinse il Martirio di sant'Orsola (1610) per Marcantonio Doria, oggi conservato nel palazzo Zevallos di Napoli. Questo è considerato l'ultimo dipinto di Caravaggio.

#### Ultimi giorni di vita

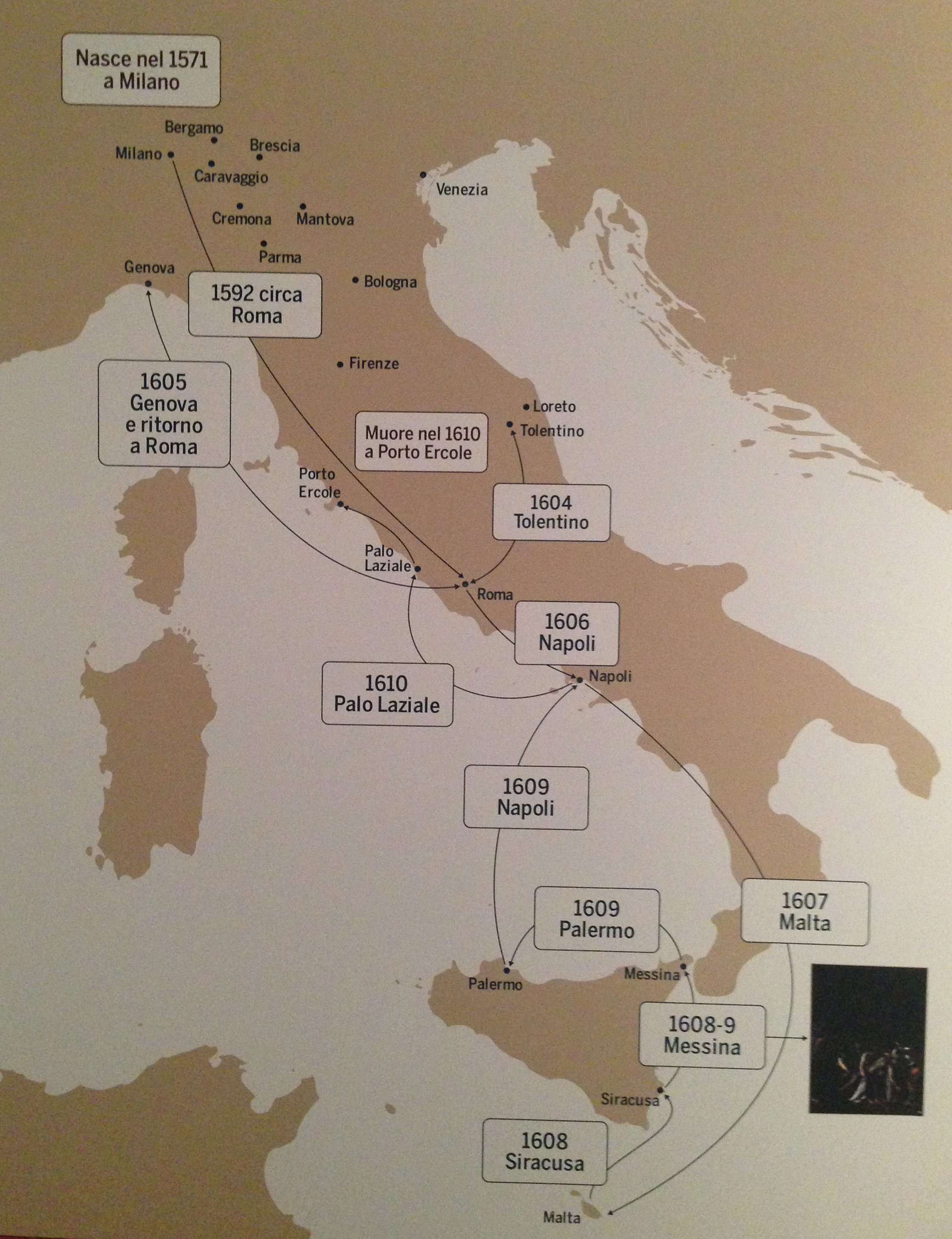
Mappa dei viaggi di Caravaggio.

Da Roma gli fu inviata la notizia che papa Paolo V stava preparando una revoca della condanna a morte. Da Napoli, dove abitava presso la marchesa Costanza Colonna nel palazzo Cellammare, nel luglio 1610 si mise così in viaggio con una feluca-traghetto che, settimanalmente, navigava verso Porto Ercole e ritorno, ma diretto segretamente allo scalo portuale di Palo di Ladispoli, sotto il feudo degli Orsini, in territorio papale, luogo distante circa 40 km da Roma. In quel feudo avrebbe atteso, in tutta sicurezza, il condono papale prima di ritornare, da uomo libero, nella Città eterna.
L'ipotesi più certa racconta che l'arrivo a Palo di Ladispoli, disatteso dalla sorveglianza costiera, ne causò il suo fermo per accertamenti. Tuttavia la feluca, non potendo aspettare, sbarcò il Merisi e continuò la rotta a nord, presso Porto Ercole, dove effettivamente doveva giungere, tuttavia portandosi dietro il bagaglio dell'artista. Quelle casse, però, contenevano anche il prezzo concordato dal Merisi col cardinale Scipione Borghese per la sua definitiva libertà, e in particolare tre sue tele: una Maria Maddalena in estasi, che dopo la sua morte fu invece restituita alla marchesa Colonna, un San Giovanni Battista (conosciuto anche come il Buon Pastore), questo successivamente consegnato a Scipione Borghese, e un altro San Giovanni Battista disteso ora conservato in una collezione privata. Il bagaglio, letteralmente vitale, andava assolutamente recuperato: la versione ufficiale affermerebbe che gli Orsini gli avrebbero offerto un'imbarcazione per raggiungere Porto Ercole e recuperare il prezioso carico. L'artista quindi raggiunse Porto Ercole via mare, approdando lungo la spiaggia del tombolo della Feniglia, ma non è chiaro se la precedente feluca-traghetto stesse invece già ritornando a Napoli, coi suoi bagagli a bordo. Provato, affaticato e malato di febbre alta, probabilmente a causa di un'infezione intestinale trascurata, restò a Porto Ercole, quindi curato inutilmente nel sanatorio Santa Maria Ausiliatrice della allora Confraternita locale di Santa Croce, che alloggiava presso il retro della chiesetta di Sant'Erasmo, situata nel borgo alto, e che assistette al suo decesso, a soli 38 anni, il 18 luglio 1610.

#### Il dibattito post-mortem
In merito alla datazione, al luogo e alle modalità della sua morte, furono prospettate altre ipotesi. La versione sopra riportata, considerata la più probabile, deriva da carteggi indiretti (esclusa la documentazione abbastanza certa del suo fermo a Palo di Ladispoli), che furono inizialmente raccolti dai biografi Baglione e Bellori.
Secondo un'altra versione, Caravaggio raggiunse Porto Ercole via terra attraversando zone paludose arrivandovi, ammalato e stremato, poco prima di morire.

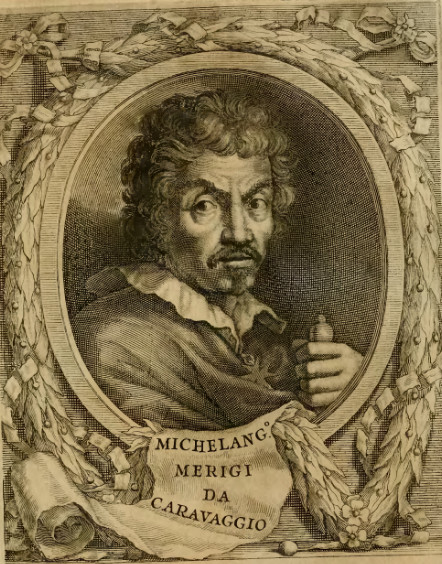
Caravaggio, stampa 1672.

In un certificato ritrovato a Porto Ercole l'anno di morte è retrodatato al 1609, anno nel quale fu dimostrato fosse ancora a Napoli, ma può essere stato un errore di orientamento temporale. Comunque, non vi è prova certa che il condono papale fosse stato effettivamente spedito qualche giorno dopo alla marchesa Colonna. È altresì verosimile che i confratelli di Porto Ercole del XVII secolo non avessero riconosciuto immediatamente l'identità del povero sofferente. I forestieri in misere condizioni venivano solitamente sepolti in anonimato nell'allora Cimitero di San Sebastiano, dove attualmente c'è il moderno centro abitato.
Nel 1956, a causa dei lavori per l'ampliamento della strada principale, alcuni scheletri dell'antico camposanto furono trasferiti nell'ossario dell'attuale cimitero. Nel 2008, in occasione dell'imminente quattrocentenario dalla morte, furono riesumati tali resti ossei, più tutti quelli rinvenuti nei pressi della Chiesetta di Sant'Erasmo, e fu condotta una ricerca. Dopo oltre un anno di ricerche storiografiche, analisi dei sedimenti terrosi, della datazione con il metodo del carbonio-14 e analisi scheletriche, coordinate dall'Università di Bologna, col supporto degli atenei dell'Aquila, del Salento e del centro ricerche ambientali di Ravenna, furono selezionati dei resti ossei appartenenti all'ex Cimitero di San Sebastiano. Furono quindi portati direttamente a Caravaggio, al fine di effettuare dei test di confronto col DNA di possibili, lontani discendenti dei fratelli del pittore (l'artista non ebbe figli noti), individuati esclusivamente attraverso il cognome Merisio. Il 16 luglio 2010, un'équipe di scienziati italiani dichiarò che alcuni resti ossei selezionati con la comparazione del DNA, e contenenti altresì un'alta percentuale di piombo e mercurio, elementi questi usati in grande abbondanza dai pittori dell'epoca per preparare i colori, potessero essere attribuiti per l'85% a quelle del famoso pittore. Il 3 luglio 2010, dopo una settimana di permanenza a Caravaggio, tali resti furono riportati via mare a Porto Ercole e messi in mostra a Forte Stella, una fortificazione del paese.
Nel 2010 nuove ricerche hanno supposto che la morte possa essere stata causata da brucellosi o saturnismo, dovuto in particolare alla presenza di piombo e arsenico nei colori impiegati per le opere d'arte.
Nel 2012 tuttavia la tesi ufficiale della morte a Porto Ercole fu dibattuta da Vincenzo Pacelli, un professore dell'Università di Napoli ed esperto della storia del Merisi, sostenuto anche dallo storico dell'arte e divulgatore Tomaso Montanari. A conclusione di una rilettura di documenti dell'Archivio di Stato e dell'Archivio Vaticano, infatti, la morte sarebbe avvenuta direttamente a Palo di Ladispoli. Secondo Pacelli, il Caravaggio fu assassinato da emissari dei Cavalieri di Malta, un omicidio ordito per vendicare un'offesa arrecata a un alto esponente del Cavalierato e architettato con il tacito assenso della Curia romana.
Il 19 luglio 2014, a Porto Ercole, furono eretti un piccolo monumento evocativo e un altro monumento funebre dedicato al pittore e contenente i presunti resti del Merisi.
Nel film L'ombra di Caravaggio del 2022 il pittore viene prima tramortito da un inquisitore incaricato del Papa e poi ucciso dal fratello di Ranuccio Tomassoni.

## Attività artistica

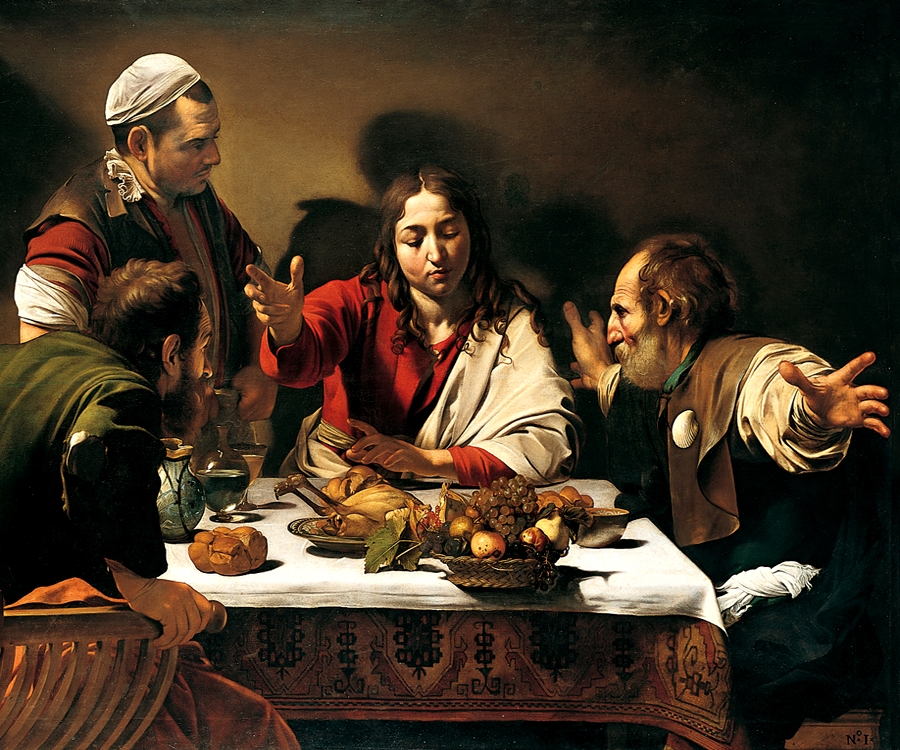
Cena in Emmaus, 1601. Olio su tela, 141 × 196,2 cm. Londra, National Gallery.

Giulio Carlo Argan rileva che la pittura caravaggesca si distingue per un realismo drammatico. Argan evidenzia anche che «il motivo religioso è anche sociale: il divino si rivela negli umili». Il suo realismo nasce dall'etica religiosa instaurata da Carlo Borromeo: non consiste nell'osservare e copiare la natura ma nel rifiutare le convenzioni, nel puntare sul vero rinunciando alla ricerca del "bello", nel rinunciare all'invenzione per puntare sui fatti. Quanto alla morte: «il pensiero della morte è dominante nel Caravaggio, come già in Michelangelo Buonarroti. Ma per Michelangelo la morte era liberazione e sublimazione, per il Caravaggio è soltanto la fine, l'enigma della tomba». La religiosità di Caravaggio trova riscontro nell'impulso dato da alcuni settori della Controriforma cattolica (San Filippo Neri, Sant'Ignazio di Loyola, San Carlo Borromeo) alla pratica di culto rivolta a più ampi strati popolari.

### Stile pittorico
Pur raccogliendo il distillato degli studi sulla luce e sullo sfumato già presenti nel settentrione italiano, Caravaggio supera lo stile manieristico influenzato dai protagonisti del Rinascimento, come Michelangelo, Raffaello, Tiziano, Correggio e, ancor prima, Leonardo, inaugurando il Naturalismo, dove la forma tridimensionale è raggiunta mediante lo sfruttamento di un'illuminazione teatrale, che sottolinea i volumi dei corpi improvvisamente emergenti dal buio della scena e soli protagonisti della sua opera, anche rispetto allo sfondo, spesso lasciato indistinto. Per la realizzazione dei suoi dipinti in studio, Caravaggio posizionava lanterne in modo che i modelli fossero illuminati solo in parte e a luce radente: con questo artificio, faceva aggettare dall'oscurità solo specifiche porzioni della scena dipinta, che acquistano in tal modo un rilievo quasi scultoreo (chiaroscuro). La luce plasma quindi le figure, determina ambienti e situazioni ed è concepita o come apparizione simbolica (essa è "Grazia" nella Vocazione di San Matteo in San Luigi dei Francesi) o come fatto drammatico nell'intensità dei gesti dei personaggi (Martirio di San Matteo nella medesima chiesa).

### I soggetti

#### I soggetti efebici e la presunta omosessualità

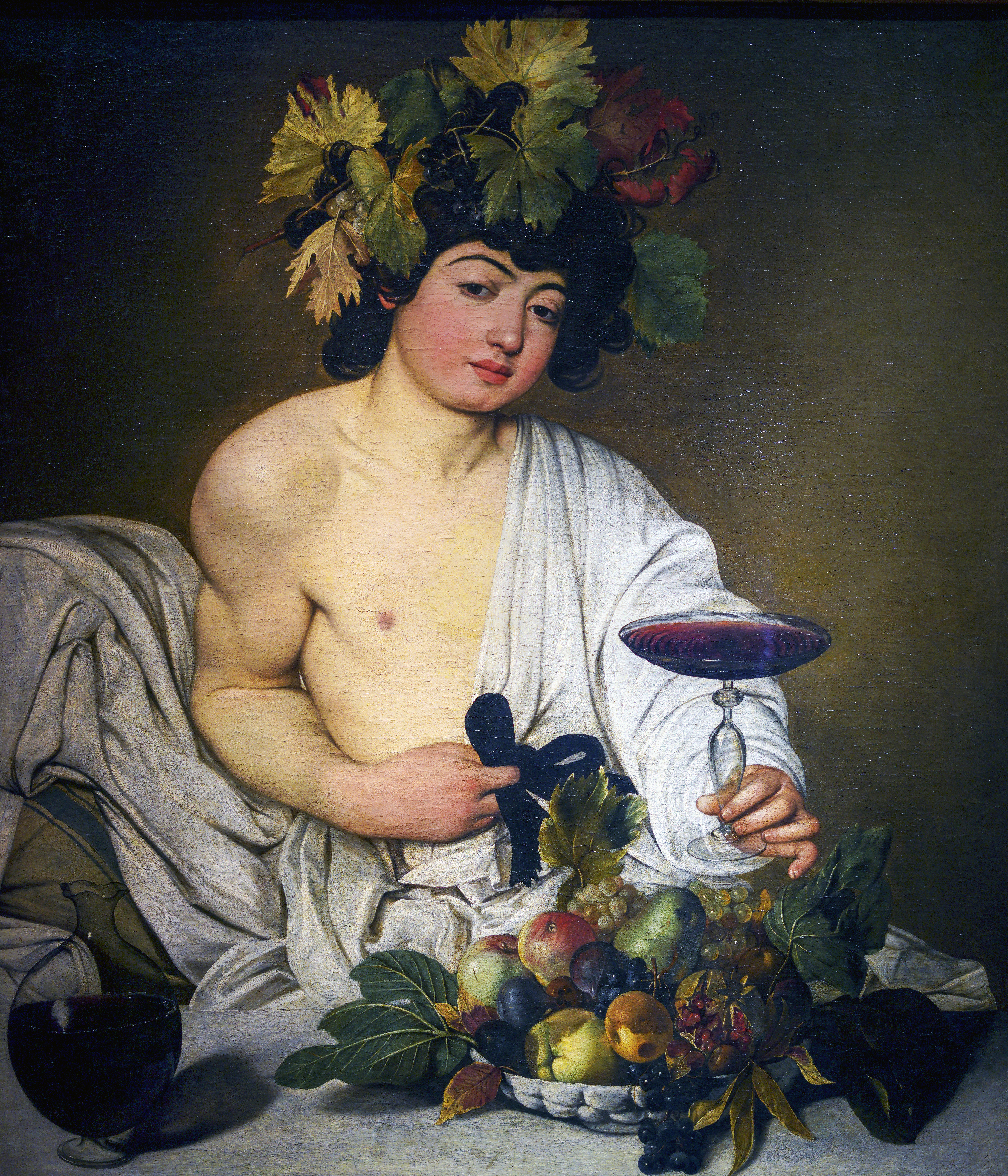
Bacco, 1598 ca. Olio su tela, 95 × 85 cm. Firenze, Galleria degli Uffizi.

È documentata la frequentazione del Caravaggio, specie nei suoi anni romani, sia di diverse prostitute, alcune delle quali, come è noto, ritratte nei suoi dipinti addirittura come personaggi della Chiesa, sia di ragazzi con i quali intratteneva rapporti sentimentali, tra i quali, il più certo, Mario Minniti, celebre modello per il Fanciullo con canestro di frutta, la Buona ventura, I bari, il Concerto, il Suonatore di liuto, il Bacco, il Ragazzo morso da un ramarro, la Vocazione e il Martirio di san Matteo.
Sulla questione, i critici d'arte e gli storici hanno espresso pareri contrastanti. Maurizio Calvesi sostiene:
Vittorio Sgarbi sostiene invece:

#### Gli altri soggetti

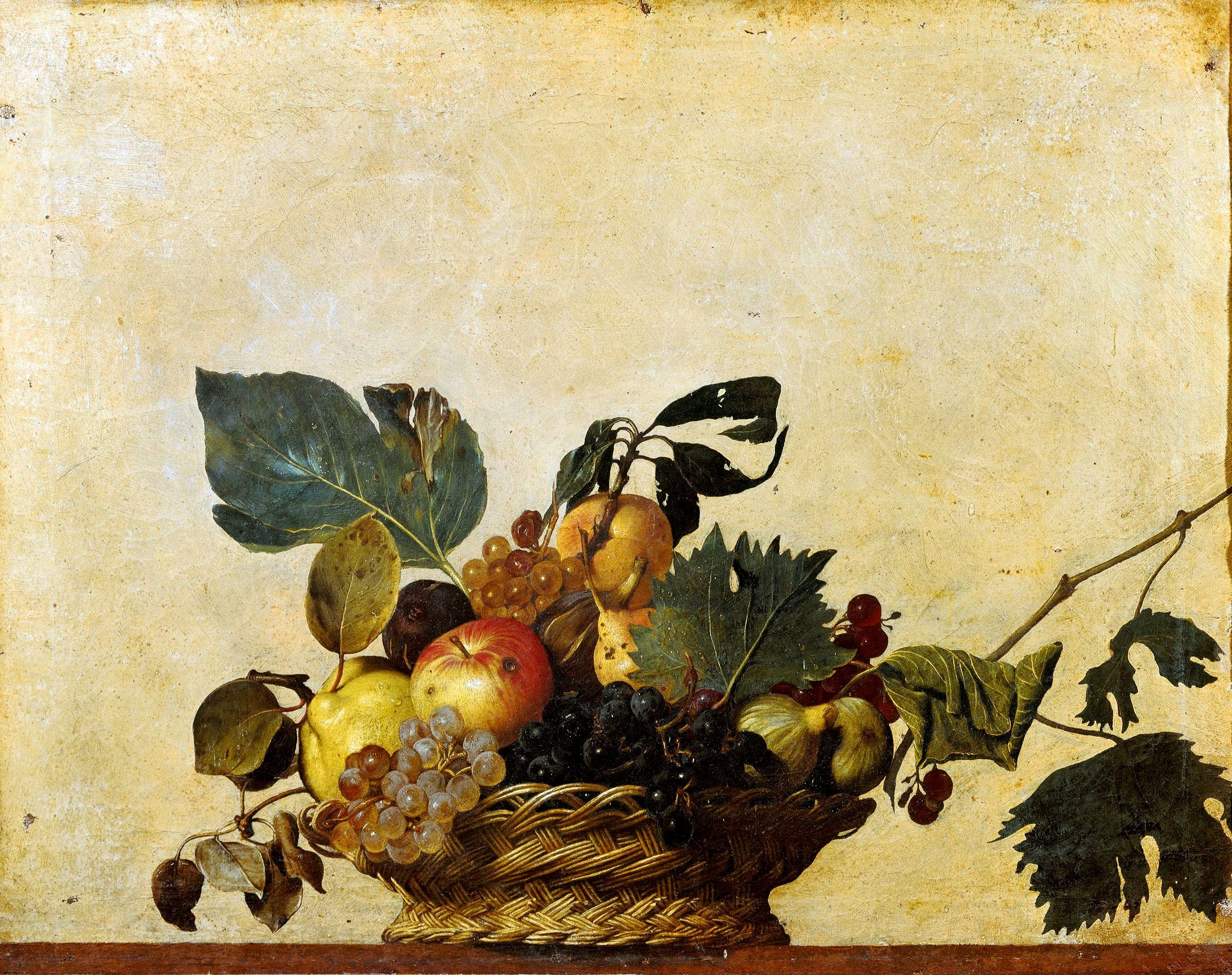
Canestra di frutta, 1599. Olio su tela, 31 × 47 cm. Milano, Pinacoteca Ambrosiana.

Non solo soggetti efebici caratterizzarono le pitture di Caravaggio, ma spesso rappresentò, anche nelle opere ufficiali per committenze pubbliche, personaggi vecchi e deformi nei panni di venerati santi e prostitute e umili donne nelle vesti di importanti figure femminili della storia della chiesa. L'utilizzo di questi modelli fu motivo di molte critiche che accusavano l'artista di esaltare la goffaggine e la sporcizia di certi personaggi, lasciando da parte l'idealizzazione della bellezza e la ricerca di una perfezione compositiva, particolarità da sempre ricercate dagli artisti precedenti, specie nella rappresentazione di soggetti appartenenti alla storia della religione.

#### La natura morta
Nelle prime opere del Caravaggio si trovano spesso splendidi particolari di nature morte, ma una sola è la composizione completa che ci sia pervenuta, la Canestra di frutta della pinacoteca Ambrosiana, realizzata tra il 1594 e il 1598 a Roma e compresa nella primissima produzione artistica del pittore, presumibilmente riferita al periodo di apprendistato nella bottega dal Cavalier d'Arpino. La frutta rappresentata da Merisi è in perfetta sintonia con i personaggi. Le foglie appassite, con il loro stato di maturazione avanzata, danno l'idea di una particolare atmosfera di decadenza autunnale. Tradizionalmente, alle nature morte venivano associati significati allegorici, e l'appassire di frutta e verdura in questo caso sembra parlare del rapporto di convivenza tra vita e morte. Caravaggio si rivela da subito come artista rivoluzionario che non si limita all'osservare e copiare la natura, ma cerca di immergersi nella realtà e di presentarla senza filtri. Già nei primi dipinti di Caravaggio possiamo notare la sua estrema voglia di puntare sul vero e la sua capacità di prestare grande attenzione ai dettagli. Gli scienziati che analizzano i quadri di Caravaggio sono in grado di riconoscere le malattie visibili sulle piante dipinte dall'artista.

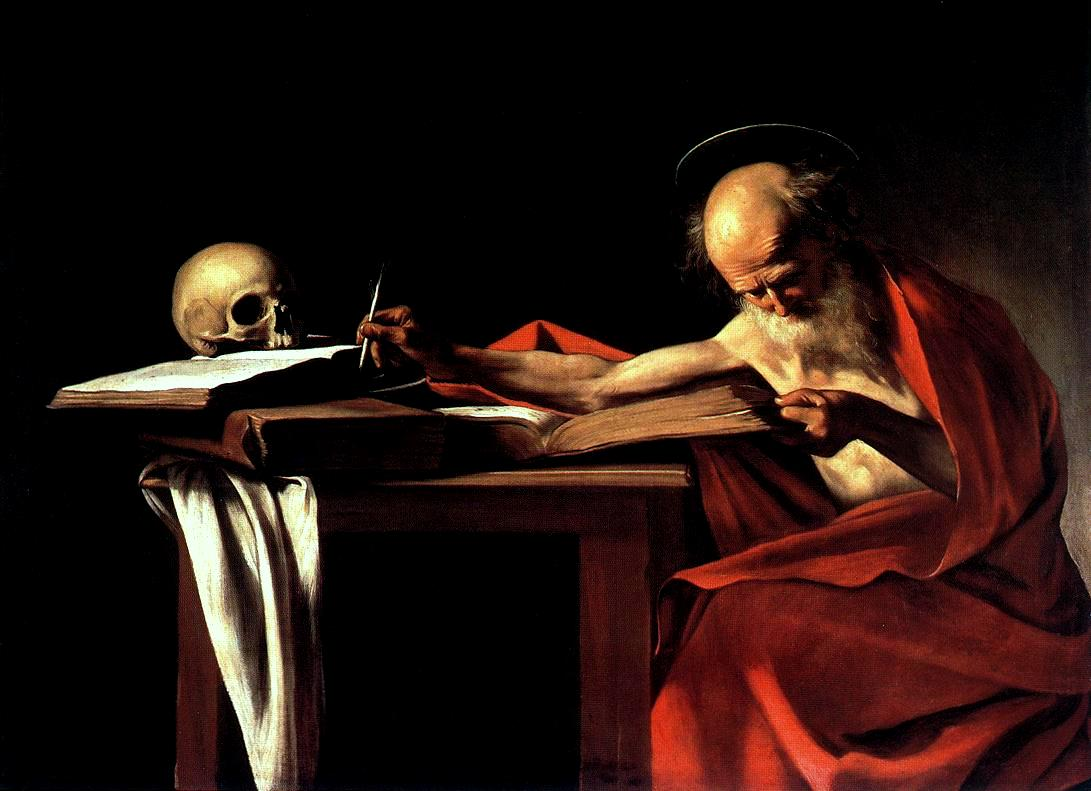
San Gerolamo scrivente, 1606 ca. Olio su tela, 112 × 157 cm. Roma, Galleria Borghese.

#### I ritratti
Il pittore non dipinse molti ritratti e di quei pochi restano soltanto quattro o cinque (l'unico ritratto femminile, quello di una cortigiana, probabilmente Fillide Melandroni, modella per dipinti dell'artista, andò distrutto a Berlino, nel Kaiser Friedrich Museum durante la seconda guerra mondiale). Sopravvivono inoltre il ritratto del cardinale Maffeo Barberini (che poi sarà papa col nome di Urbano VIII), quello del Gran Maestro dei cavalieri di Malta Alof de Wignacourt con un paggio, il ritratto di un altro cavaliere di Malta, Antonio Martelli, quello di un gentiluomo sconosciuto e quello del papa Paolo V, di incerta attribuzione. Altrettanto di incerta attribuzione è il ritratto di Benedetto Giustiniani (o di Serafino Olivier-Razali).

#### Importanti committenze
Tra il 1600 e il 1606 Caravaggio dipinse per alcune chiese romane quattro importanti tele laterali e cinque pale d'altare (compresa la Deposizione nel sepolcro, ora alla Pinacoteca vaticana, ma dipinta per la seconda cappella a destra in Santa Maria in Vallicella, la chiesa Nuova di Roma), delle quali tre (San Matteo e l'angelo, Morte della Vergine e Madonna dei Palafrenieri) furono rifiutate o rimosse perché ritenute rappresentazioni disdicevoli e poco decorose del soggetto sacro.
Molti quadri di Caravaggio raffigurano santi, i più rappresentati sono san Francesco, san Girolamo e san Giovanni Battista. San Francesco appare di solito come una figura ascetica in preghiera, san Girolamo come un vecchio intento a scrivere e san Giovanni come un giovane, praticamente nudo, nel deserto.

## Il periodo dell'oblio e la moderna riscoperta
Famoso e ammirato in vita, la fortuna di Caravaggio diminuì fortemente negli anni successivi alla sua morte. Il duro giudizio sul suo modo così crudo di rappresentare la realtà fu presto utilizzato dai suoi detrattori per denigrarne il valore e la memoria; basti pensare alle parole di un celebre pittore del Seicento, Nicolas Poussin, giunto a Roma quattordici anni dopo la morte di Caravaggio, che lo evocò con parole dure: 
A lungo la sua memoria è rimasta legata più agli aspetti romanzeschi della sua vita che all'effettivo riconoscimento del valore artistico delle sue opere, come dimostra ad esempio la produzione cinematografica Caravaggio, il pittore maledetto del 1941.
Questo lungo periodo di relativa messa in ombra fu interrotto solo a metà del XX secolo e la validità della sua opera fu universalmente riconosciuta grazie al contributo di alcuni dei più importanti storici dell'arte del tempo, tra i quali spicca il fondamentale apporto critico di Roberto Longhi, che mise in luce la sua importanza nello sviluppo dell'arte pittorica moderna e le sue profonde influenze sull'arte europea dei due secoli successivi, dimostrando la profonda influenza di Caravaggio soprattutto sulla successiva pittura barocca. Longhi scrisse:
André Berne-Joffroy, autore di Le Dossier Caravage, disse di lui:

## Il Caravaggismo

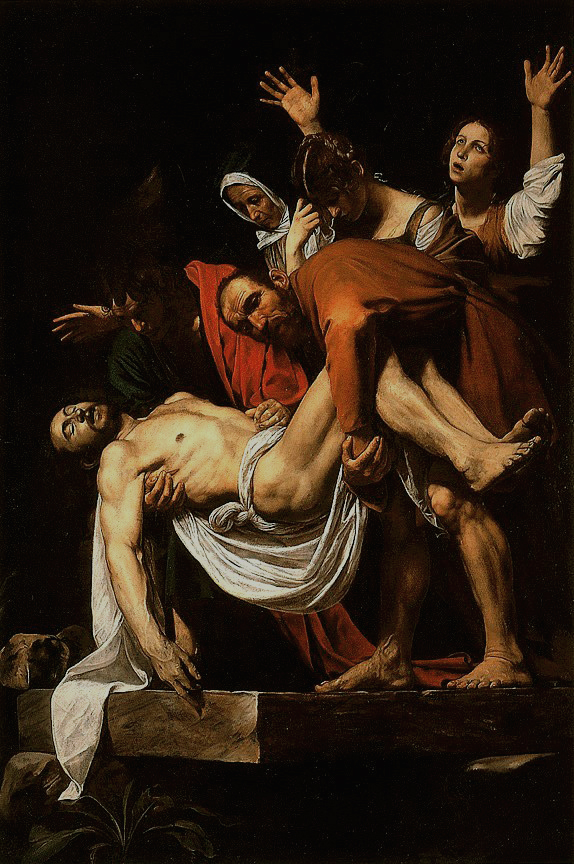
La Deposizione, 1602-1604 ca. Olio su tela, 300 × 203 cm. Città del Vaticano, Pinacoteca vaticana.

Con questo termine si indica lo stile degli artisti che si ispirano al Caravaggio.
Nei dipinti caravaggeschi troviamo grande realismo nelle figure, rappresentate generalmente su uno sfondo monocromo, e illuminate da una luce violenta. I principali pittori caravaggisti sono Bartolomeo Manfredi, Carlo Saraceni, Orazio e Artemisia Gentileschi, Giovanni Antonio Galli (detto lo Spadarino), Francesco Boneri (più noto come Cecco del Caravaggio), Gerrit van Honthorst (tradizionalmente chiamato Gherardo delle Notti), Hendrick ter Brugghen, Giovanni Serodine, Carlo Sellitto, Battistello Caracciolo e Jusepe de Ribera; in questi ultimi due, operanti a Napoli, ritroviamo riproposto lo stile degli ultimi anni del Caravaggio, caratterizzato da atmosfere molto cupe. Altri artisti del Regno di Napoli influenzati dalla lezione caravaggesca furono Pietro Antonio Ferro nonché Luca Giordano, Mattia Preti, Francesco Guarini e (attraverso questi ultimi) Francesco Solimena.
La monumentale opera del Caravaggio influenza anche una fitta schiera di grandi artisti d'Oltralpe, tra i quali: Louis Le Nain, Georges de La Tour, Valentin de Boulogne, Simon Vouet, Francisco de Zurbarán, Diego Velázquez, Bartolomé Esteban Murillo, Matthias Stomer, Peter Paul Rubens, Antoon van Dyck, Rembrandt, Jan Vermeer, Adam Elsheimer.
Inoltre, influenze caravaggesche pervadono persino le opere di artisti ottocenteschi: David, Goya, Gericault, Delacroix, Courbet.

## Opere
Le opere di Caravaggio coprono pochi decenni di storia, essendo il pittore morto precocemente nel 1610 già all'età di 39 anni. I dipinti certi realizzati dall'artista sono poco più di una cinquantina, di cui solo due presentano la firma autografa del pittore. Tra i massimi capolavori ci sono le pale d'altare realizzate a Roma, Napoli, Sicilia e Malta, tuttavia gran parte del suo catalogo è composto da opere per committenza privata, dove sono rappresentati per lo più soggetti di genere, negli anni giovanili, e soggetti religiosi, negli anni di maturità del Merisi.

## Opere su Caravaggio

### Letteratura
- 2002 - La Course à l'abîme (La corsa all'abisso), romanzo di Dominique Fernandez.
- 2007 - Il colore del sole, romanzo di Andrea Camilleri.

### Cinema
- 1941 - Caravaggio, il pittore maledetto, regia di Goffredo Alessandrini.
- 1986 - Caravaggio, regia di Derek Jarman.
- 2002 - Vernissage!, regia di Stella Leonetti (cortometraggio).
- 2004 - Caravaggio - L'ultimo tempo, regia di Mario Martone (mediometraggio).
- 2008 - Voluptas dolendi - I gesti del Caravaggio, regia di Francesco Vitali tratto dall'omonimo spettacolo teatrale di Mara Galassi e Deda Cristina Colonna e prodotto dalla Fondazione Marco Fodella (mediometraggio)
- 2008 - Caravaggio: The Search, regia di Michael C. Merisi e Maureen Murphy
- 2018 - Caravaggio - L'anima e il sangue, regia di Jesus Garces Lambert.
- 2019 - Dentro Caravaggio, regia di Francesco Fei.
- 2022 - L'ombra di Caravaggio, regia di Michele Placido.
- 2025 - Il Caravaggio perduto, regia di Álvaro Longoria.

### Televisione
- 1967 - Caravaggio, sceneggiato televisivo trasmesso dalla Rai, diretto da Silverio Blasi e interpretato da Gian Maria Volonté.
- 17-18/2/2008 - Caravaggio, sceneggiato televisivo in due puntate trasmesso da Rai 1, diretto da Angelo Longoni e interpretato da Alessio Boni.
- 2/2/2011 - Caravaggio. Il corpo ritrovato, documentario trasmesso su National Geographic Channel incentrato sulla ricerca dei resti mortali dell'artista, diretto da regia Marco Visalberghi, scritto da Patrizia Marani, prodotto da Doclab.

### Fumetto
- 2012-2013 - Caravaggio, testi di Roberto Recchioni e Giulio A. Gualtieri, disegni di Paolo Ongaro, pubblicato sul settimanale Skorpio.
- 2015 - Caravaggio - La tavolozza e la spada, Milo Manara (Panini 9L)
- 2019 - Caravaggio - La grazia, Milo Manara (Panini 9L)

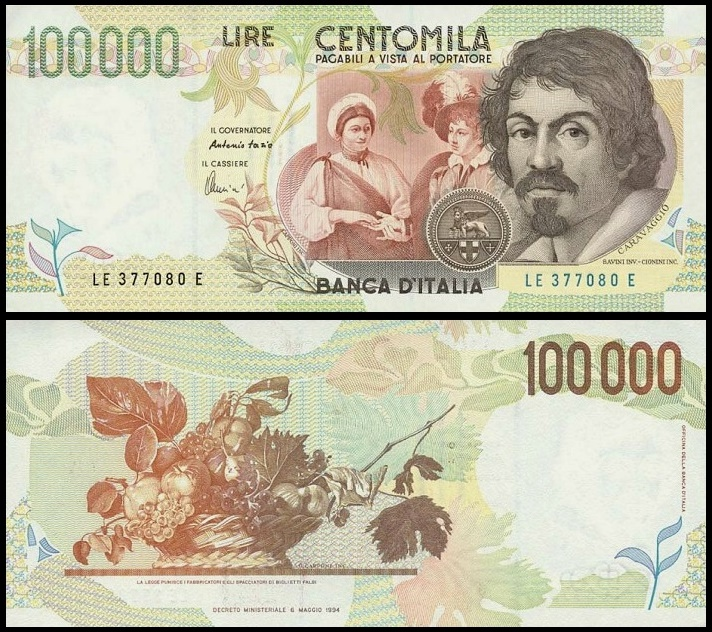
La banconota da 100000 lire secondo tipo del 1994.

## Onorificenze
Al Caravaggio sono intitolati il cratere Caravaggio su Mercurio e l'aeroporto di Orio al Serio, a 5,5 km dalla città di Bergamo.
Nel 1983 Caravaggio viene raffigurato sulla banconota da 100.000 lire della Banca d'Italia, il taglio più elevato tra quelli in circolazione in quel periodo. Nel 1994 il biglietto subisce un restyling per prevenire la falsificazione, che gli consente di circolare fino all'avvento dell'euro nel 2002.